# Meschede

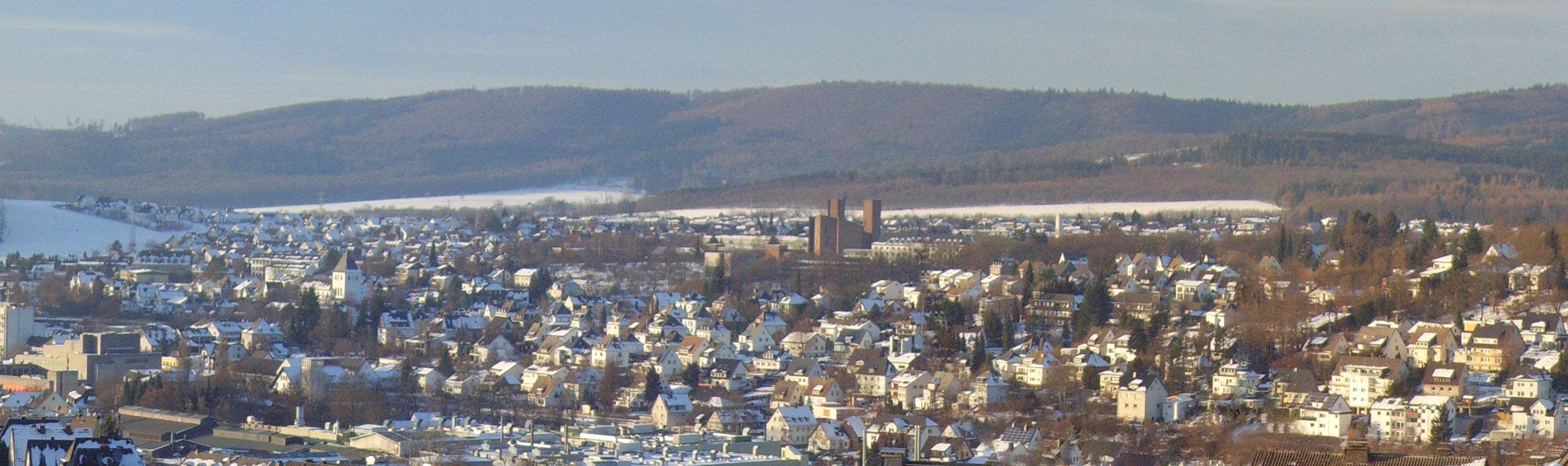
Die Kernstadt

Meschede [ˈmɛʃədə] ist eine Mittelstadt im nördlichen Sauerland und seit 1975 Kreisstadt des Hochsauerlandkreises, Nordrhein-Westfalen, Deutschland. Damals wurde im Rahmen der kommunalen Neugliederung die heutige Stadt durch Zusammenschluss der (alten) Stadt Meschede, der Gemeinde Meschede-Land und zahlreichen ihrer Nachbargemeinden bzw. Teilen von diesen neu gegründet. Seit dem 24. Juli 2012 trägt Meschede offiziell den Titel Kreis- und Hochschulstadt. Am 31. Dezember 2024 hatte die Stadt Meschede 30.324 Einwohner, davon lebten 15.188 im gleichnamigen Stadtteil Meschede und 15.136 in den 48 umliegenden Stadtteilen.

## Geographie

### Geographische Lage
Meschede liegt südwestlich des Naturparks Arnsberger Wald beidseitig der Ruhr in unmittelbarer Nähe der Hennetalsperre. Südöstlich schließt sich das Rothaargebirge an. Südwestlich geht das Stadtgebiet in den ehemaligen Naturpark Homert (seit 2015 Naturpark Sauerland-Rothaargebirge) über.
Der tiefste Punkt liegt bei 214 m ü. NHN (Fluss Ruhr am Übergang nach Oeventrop), der höchste Punkt liegt bei 692,5 m ü. NHN (Berg Hockenstein, südlich der Ortschaft Mosebolle).

### Geologie
Meschede liegt im Rheinischen Schiefergebirge an der Nordgrenze des Rothaargebirges. Die Gesteine entstanden vor allem während des Devons. In dieser Zeit bildeten sich zwei gegensätzliche Faziesbereiche heraus. Das Givet in rheinischer Fazies beginnt mit rund 140 Meter mächtigen, siltig-tonigen Wiedenester-Schichten. Über diesen liegen graue, karbonatische, siltig-feinsandige Tonschiefer der Grevensteiner Schichten. Als herzynische Faziesvertretung des Massenkalk sind neben dem Nuttlarer Schiefer die 100 bis 150 Meter mächtigen Wallener Schiefer zu nennen.

### Ausdehnung des Stadtgebiets und Flächennutzung

Panoramablick: Blick von südwestlich der Klausenkapelle über ein Getreidefeld; unterhalb der Sonne klein zu sehen Schloss Laer, im Hintergrund Meschede, rechts am Waldrand die Klausenkapelle

Das 218,5 km² große Stadtgebiet verteilt sich auf
- 12,70 km² Gebäude-, Frei- und Betriebsfläche (5,8 %),
- 1,17 km² Erholungsfläche und Friedhofsfläche (0,5 %),
- 12,71 km² Verkehrsfläche (5,8 %),
- 62,68 km² Landwirtschaftsfläche (28,7 %),
- 124,60 km² Waldfläche (57,0 %),
- 3,49 km² Wasserfläche (1,6 %) und
- 1,15 km² übrige Nutzfläche (0,5 %).[6]

Die Nord-Süd-Ausdehnung von Meschede beträgt etwa 17,8 km und die Ost-West-Ausdehnung etwa 19,1 km.

### Nachbargemeinden und umliegende Großstädte
Meschede grenzt im Norden an Warstein im Kreis Soest, im Osten an Bestwig, im Süden an Schmallenberg, im Südwesten an Eslohe, im Westen an Sundern und im Nordwesten an Arnsberg, welche allesamt im Hochsauerlandkreis liegen.
Die nächstgelegenen größeren Städte mit über 100.000 Einwohnern sind im Nordosten Paderborn (60 km), im Osten Kassel (120 km), im Süden Siegen (75 km), im Westen Hagen (85 km) und im Nordwesten Dortmund (75 km) und Hamm (60 km) sowie im Norden Gütersloh (75 km) und Bielefeld (100 km).

### Stadtgliederung

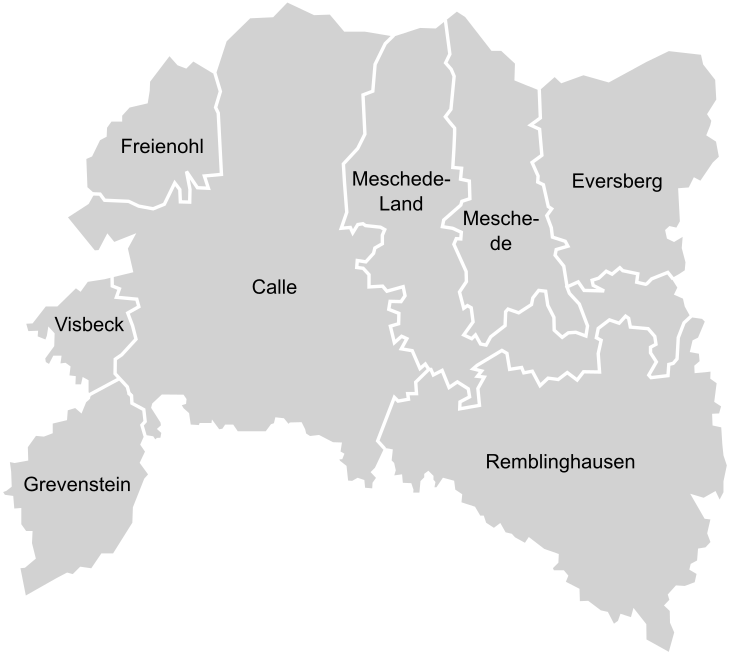
Ehemalige Gemeinden auf dem heutigen Stadtgebiet von Meschede

Zum Stadtgebiet gehören die 49 Stadtteile Baldeborn, Berge, Berghausen, Beringhausen, Blüggelscheidt, Bockum, Bonacker, Brumlingsen, Calle, Drasenbeck, Einhaus, Enkhausen, Ennert, Enste, Erflinghausen, Eversberg, Freienohl, Frenkhausen, Frielinghausen, Grevenstein, Heggen, Heinrichsthal, Horbach, Höringhausen, Klause, Kotthoff, Köttinghausen, Laer, Löllinghausen, Löttmaringhausen, Meschede, Mielinghausen, Mosebolle, Mülsborn, Obermielinghausen, Olpe, Remblinghausen, Sägemühle, Schederberge, Schüren, Stesse, Stockhausen, Vellinghausen, Visbeck, Voßwinkel, Wallen, Wehrstapel, Wennemen und Wulstern.
Das Stadtgebiet ist in neun Bezirke eingeteilt: Eversberg, Wehrstapel/Heinrichsthal, Remblinghausen, Wennemen, Calle/Wallen, Berge/Visbeck, Grevenstein, Olpe und Freienohl. In den Bezirken Freienohl und Remblinghausen wird jeweils ein Bezirksausschuss gewählt, in den anderen sieben Bezirken wählt der Rat einen Ortsvorsteher. Die Stadtteile Meschede, Berghausen, Beringhausen, Enste, Heggen, Löttmaringhausen und Schederberge gehören keinem der neun Bezirke an, sondern werden als Teil der Kernstadt betrachtet.

### Klima
Im Allgemeinen wird Meschede durch den im südöstlichen Westfalen vorherrschenden Übergangsbereich zwischen dem ozeanischen und dem kontinentalen Klima geprägt. Demnach sind die Sommer teils feucht-kühl, teils aber auch trocken-warm. So wurden Spitzenwerte von 38 °C, trotz der Lage im Bergland (230–632 m ü. NN) gemessen, Tiefstwerte von unter −15 °C sind aufgrund der Tallage keine Seltenheit. Ganzjährig kommt es häufig zu Niederschlägen, die am Nordstau des Gebirges intensiv ausfallen, die Stadt liegt am Nordwestrand eines Höhenzuges des Rothaargebirges, daher liegt die durchschnittliche Niederschlagsmenge bei knapp 1000 mm. In den Wintermonaten ist eine beachtliche Schneedecke anzutreffen, die durchaus eine Höhe von 50 cm erreichen kann.
Berichte von Unwettern sind auch historisch gut dokumentiert. So geht der Bau des Hennesees unter anderem darauf zurück, dass die Stadt im 19. Jahrhundert oft von Hochwasser, oftmals bedingt durch die Schneeschmelze im Hochsauerland, heimgesucht wurde. Schwere Unwetter wie beispielsweise 1969, 1997, 2001, 2006 und zuletzt im Juni und August 2007 brachten teils nennenswerte Hochwasserereignisse mit sich.

## Geschichte

### Meschedes Anfänge

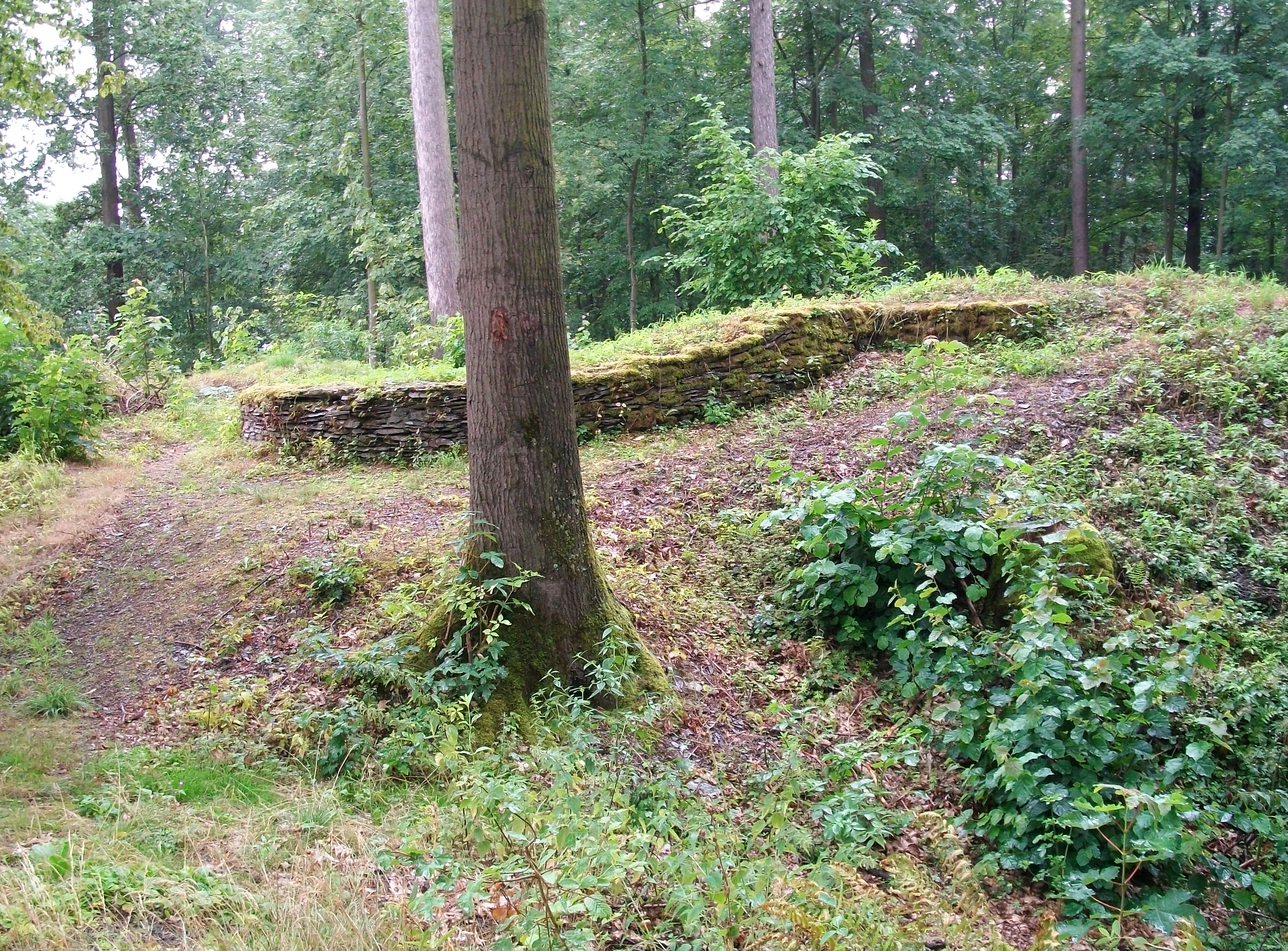
Hünenburg, Mauer der Vorburg

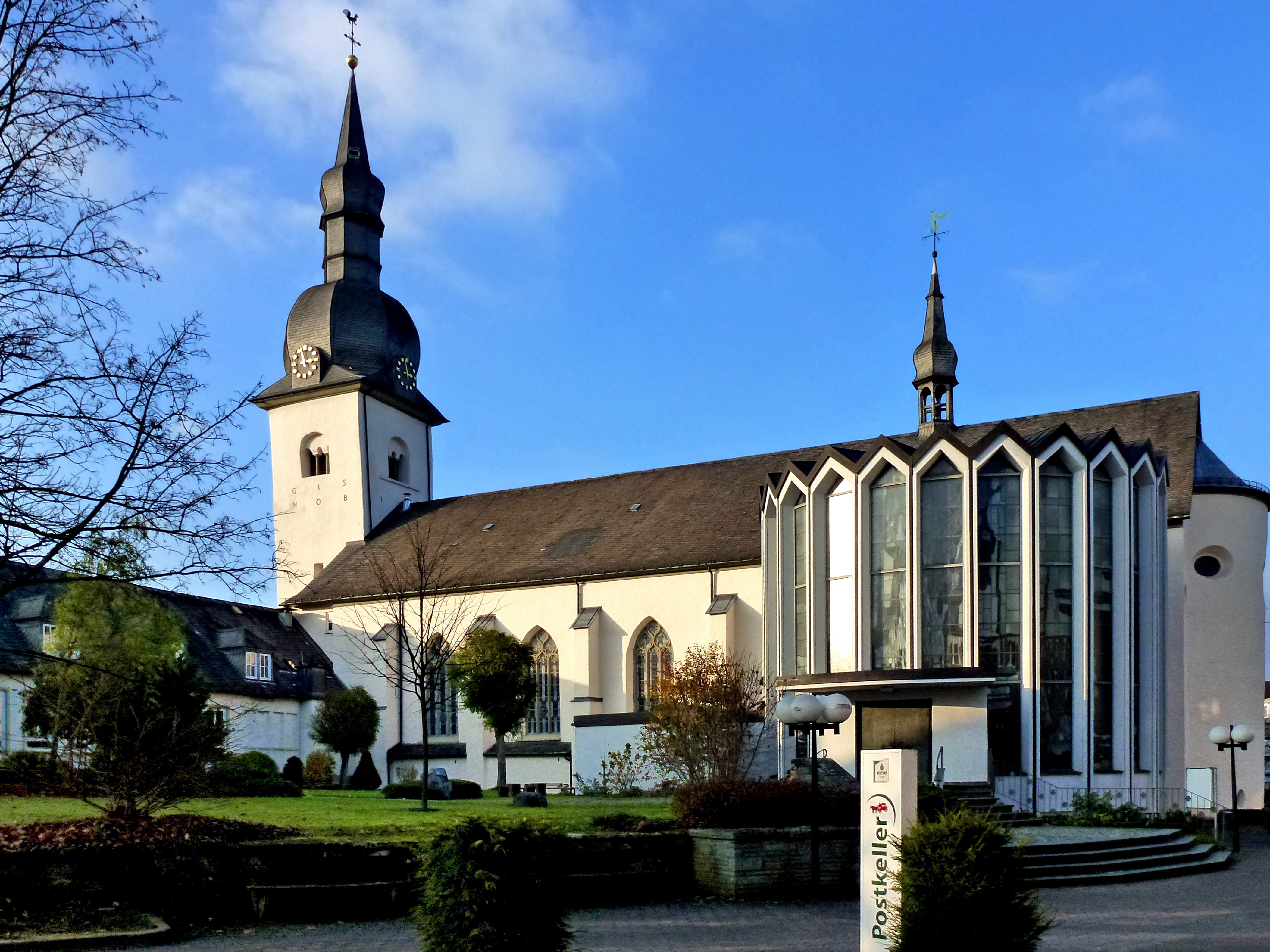
St. Walburga, ehemaliges Stift Meschede

Im neuen Gewerbegebiet im Stadtteil Enste wurden 2014 bei Bauarbeiten bäuerliche Siedlungsreste aus der vorrömischen Eisenzeit gefunden. Davon abgesehen reichen die ältesten Überlieferungen zur Mescheder Geschichte ins 8. Jahrhundert zurück. In dieser Zeit entstand etwa 1,5 km vom Stadtzentrum entfernt (am heutigen Stadtrand) die Hünenburg als karolingische Wallburg. Sie stellte ein machtvolles Symbol der neuen fränkischen Herrschaft über die unterworfenen Sachsen nach den langwierigen Sachsenkriegen dar und diente unter anderem als Fliehburg. Ihre Lage in der Nähe zweier sich kreuzender Straßen war strategisch gut gewählt. Dort gründete Emhildis um 870 ein adliges Damenstift und wurde seine erste Äbtissin. Patronin des Stifts war die heilige Walburga. In wechselnder Form bestand das Stift fort bis zu seiner Aufhebung im Jahr 1804 im Rahmen der Säkularisation. Die älteste Stiftskirche stammt aus karolingischer Zeit. Es handelte sich um eine kreuzförmige Basilika, von der bis heute der Westturm (aus der Zeit vor 900) und die Ringkrypta erhalten sind. Der gemauerte Teil des Turmes mit seiner welschen Haube aus dem 17. Jahrhundert (nach dem Zweiten Weltkrieg bis 1954 wieder hergerichtet) gilt als die „älteste Einturmanlage nördlich der Alpen.“ Der Bau wird in Fachkreisen als Kulturgut europäischen Ranges bezeichnet.

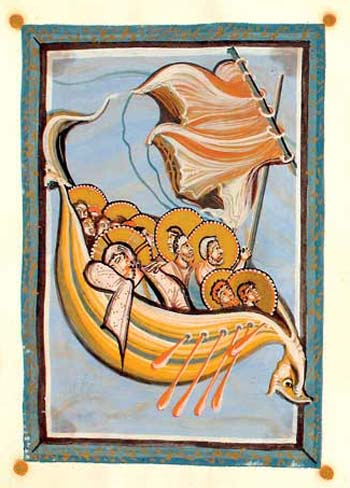
Motiv Sturm auf dem Meer aus dem Hitda-Codex (angefertigt für das Stift Meschede zwischen 1000 und 1030)

Die älteste urkundliche Erwähnung spricht im Jahr 913 von einem Stift namens „Mescedi“. König Otto I. verlieh ihm im Jahre 958 das Markt- und Zollrecht, was die Voraussetzung zur Entstehung eines um das Stift gelegenen Marktortes bildete. Das Stift konnte in der Folgezeit seine Besitztümer ausdehnen, es gehörte zu den reichsten und größten in Westfalen.
Schon früh wird in Meschede ein Kirchspiel nachgewiesen, dessen Ort in etwa der Straße „Im Rebell“, also nur rund 100 m vom Damenstift entfernt, entspricht. Die Kirche „Mariä Himmelfahrt et St. Johanni“ war Pfarrkirche für Meschede und Meschede-Land. Im Zuge der Säkularisation des Klosters wurde das Kirchspiel erst in eine Schule umgewandelt und später ganz abgerissen. Ein Taufbecken findet sich heute in St. Walburga.
Ein weiterer frühmittelalterlicher, jedoch noch heute vorhandener Sakralbau ist die Michaeliskapelle auf dem Klausenberg (umgangssprachlich Klausenkapelle), die hoch über der Stadt seit dem 10. Jahrhundert zu finden ist.

### Vom Stift zur Freiheit
Im heutigen Stadtgebiet von Meschede legten die Grafen von Arnsberg im 13. Jahrhundert die beiden befestigten Plansiedlungen Eversberg und Grevenstein an. Hierdurch wollten sie ihr Herrschaftsgebiet gegen die Ansprüche der Erzbischöfe von Köln absichern. Meschede erlangte erst 1457 den Status einer Freiheit. Im Jahre 1572 schloss sich Meschede über einen Vertrag mit der Stadt Arnsberg der Hanse an. Erst 1604 zahlte Meschede die Restsumme des 1572 festgelegten Hansebeitrags. Der Bau eines Rathauses 1581 spricht von einer bürgerlichen Weiterentwicklung in Meschede.
Die Gräuel und Zerstörungen des Dreißigjährigen Krieges machten auch vor Meschede nicht Halt. So wurde unter anderem auch St. Walburga in Mitleidenschaft gezogen. Für das frühe 18. Jahrhundert lässt sich eine Tuchmacherzunft nachweisen. Gegen Ende des Jahrhunderts wurde der Ort mehrfach hintereinander von der Roten Ruhr heimgesucht.

### Meschede im 19. Jahrhundert
Im Frieden von Lunéville wurden 1801 alle linksrheinischen Gebiete an Frankreich abgetreten. Die rechtsrheinischen Territorien Kurkölns wurden als Folge des Reichsdeputationshauptschlusses 1803 säkularisiert und auf verschiedene andere Territorien aufgeteilt. Bereits 1802 fiel das Herzogtum Westfalen und damit auch Meschede an den Landgrafen von Hessen-Darmstadt. 1807 erfolgte eine Neugliederung der Ämter, wodurch Meschede Sitz eines eigenen Amtes wurde. Nach der Abdankung Napoleons I. beschloss der Wiener Kongress 1815, dass das Herzogtum Westfalen an das Königreich Preußen fallen sollte. 1816 wurde dann das Herzogtum Westfalen dem Königreich Preußen angegliedert.
Meschedes Aufschwung beginnt mit der Ernennung zur Kreisstadt des Kreises Meschede 1819. 1837 wurden nach der preußischen Gemeindeordnung von 1835 zum ersten Mal neun Stadtverordnete gewählt. Meschede hatte zu diesem Zeitpunkt etwa 1750 Einwohner. Die bis in die Mitte des 19. Jahrhunderts handwerklich hergestellten Wolltuche, „das Mescheder Wand“, waren weithin bekannt. Erste industrielle und gewerbliche Anlagen lassen sich vornehmlich an den Flüssen Ruhr und Henne nachweisen, eine Werkzeugfabrik, ein Textilunternehmen und eine Schuhleistenfabrik sind zu nennen. Der Bau der Oberen Ruhrtalbahn, durch den Meschede ab 1871 auch mit der Bahn erreicht werden konnte, brachte einen weiteren wirtschaftlichen Aufschwung mit sich, mehr als der Ausbau der Köln-Mindener Fernstraße um 1815, der ein tiefes Eingreifen in das Siedlungsgefüge Meschedes nach sich zog. 1899 hatte Meschede knapp 3000 Einwohner.

### Industrialisierung und Erster Weltkrieg
Die Ansiedlung der Honsel-Werke bringt der Stadt den Aufstieg hin zur industriell geprägten Stadt. Im Jahr 1901 wurde mit dem Bau der Hennetalsperre begonnen, der 1905 beendet wurde. Damit war ein horrendes Problem Meschedes scheinbar gelöst: die Gefahr der Überschwemmung bei Hochwasser. Regelmäßig stand die Stadt an Ruhr und Henne unter Wasser, stellenweise soll das Wasser meterhoch durch die Straßen geflossen sein. 1927 jedoch waren die Fluten auch für die Hennetalsperre nicht zu bändigen – das Wasser floss auch über die Staumauer hinweg.
Während des Ersten Weltkrieges wurde im Norden der Stadt ein ausgedehntes Kriegsgefangenenlager eingerichtet, Zeugen hiervon sind heute noch die Ausrichtung einiger Straßen in Meschedes Norden sowie die Straßenbezeichnung „Lagerstraße“.
Zwischen den Kriegen, Meschede hatte ursprünglich ca. 4500 Einwohner, begann die weitere Ausdehnung der Stadt über das Ruhrtal hinaus.

Honselwerke (2011)

Der Zuwachs der Bevölkerung war verbunden mit der Expansion der Honsel-Werke, die ursprünglich als Umschmelzhütte für Aluminiumschrotte (Sekundärhütte) gegründet wurden, sich aber schon vor dem Zweiten Weltkrieg, im Zuge der Aufrüstung der Wehrmacht, zu einer der größten deutschen Aluminiumgießereien entwickelt hatten. Dieser Zweig wurde nach den Kriegszerstörungen bevorzugt wieder aufgegriffen und die Honsel-Werke wurden relativ bald zur größten deutschen Kundengießerei auf dem Aluminiumsektor und verblieben als solche noch lange Jahre im Familienbesitz.
Als Folge des Aufschwungs wurden in der Innenstadt neue Geschäftshäuser errichtet, einige verbliebene alte Fachwerkbauten mussten weichen.

### Nationalsozialismus und Zweiter Weltkrieg

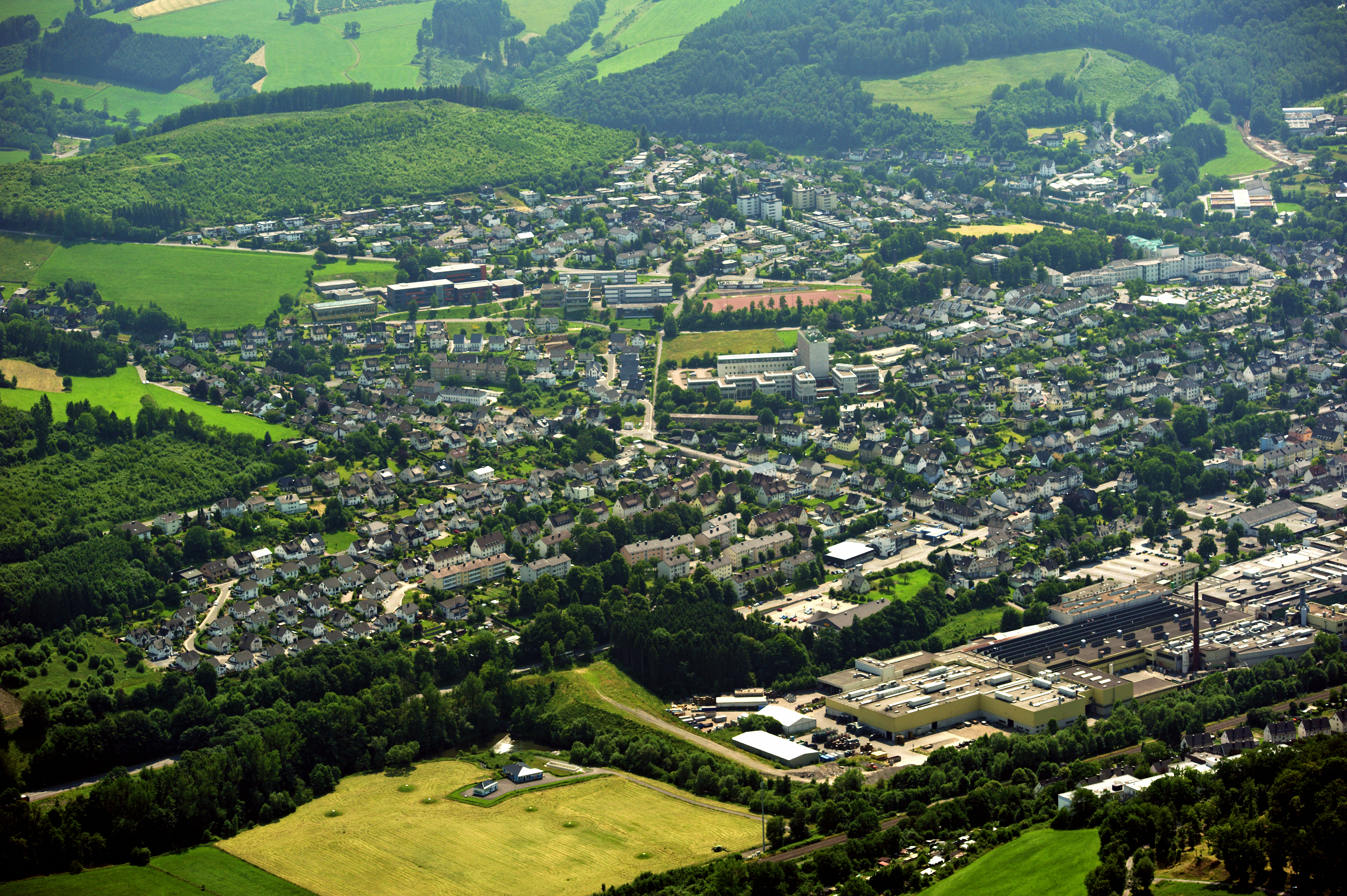
Luftaufnahme der Innenstadt: Bildmitte: Telekom-Niederlassung Meschede, oben links: städt. Schulzentrum, mittig rechts: Krankenhaus, darüber: Grundschule, unten rechts: Martinrea Honsel

Mit der Machtübernahme der Nationalsozialisten 1933 wurde auch Meschede „gleichgeschaltet“. In der Pogromnacht 1938 wurde die Synagoge von SS-Leuten schwer beschädigt und 1945 bei einem Luftangriff zerstört. Die Ausdehnung der Stadt schritt weiter voran, die Honsel-Werke beschäftigten mittlerweile rund 3000 Mitarbeiter, 1940 lebten in Meschede 7500 Menschen. In den nächsten Jahren kamen über 1000 Zwangsarbeiter hinzu, die zur Sklavenarbeit nach Meschede verschleppt wurden: 480 für die Honsel-Werke im Lager Schützenstraße, 380 weitere im Lager Wilhelm von Hagen in Heinrichsthal, sowie 200 im Lager Waldstraße. Zur Bombardierung der Möhne- und Edertalsperre am 17. Mai 1943 kam auch in Meschede erstmals Unruhe auf, in den Straßen wurden, aufgrund der Angst vor einem möglichen Angriff auf die Hennetalsperre, Plakate mit der Aufschrift „Fluchtweg bei Hochwasser“ aufgehängt; textgleiche Aufschriften auf Mauern waren noch in den 1960er Jahren zu lesen.

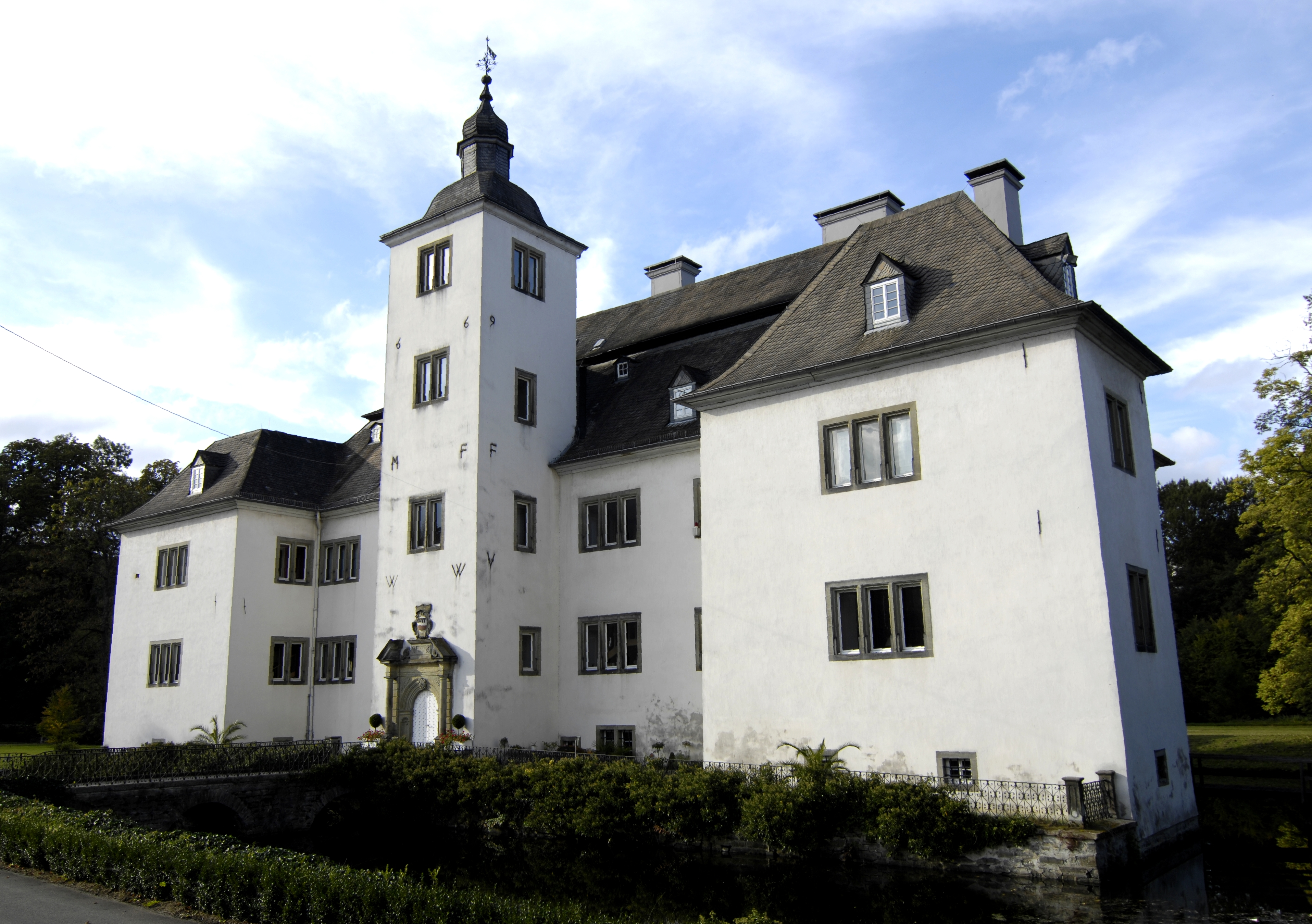
Schloss Laer

Schloss Laer war ab Oktober 1944 Sitz eines militärischen Stabes, der für die V2-Raketen verantwortlich war. Mit dem Bau von Abschussrampen in der Nähe von Meschede wurde zwar begonnen, aber wegen des Vormarsches der Alliierten kam es nicht mehr zu einem Einsatz.
Der erste Tieffliegerangriff erfolgte am 20. Oktober 1944 auf Wohnhäuser in Hünnenburgstraße, wobei vier Menschen getötet wurden. Am nächsten Tag starben acht Menschen bei einem Tieffliegerangriff auf die Lagerstraße. Hatten bis dahin nur vereinzelte Bombenabwürfe stattgefunden, änderte sich dies ab dem 22. Oktober 1944, als der erste Angriff auf den Bahnhof stattfand. Die deutsche Rüstungsindustrie war über das Land verteilt, die Untertageverlagerung betraf die Rüstungs-Produktionsanlagen. Verwundbar blieb das Transportsystem, was die Eisenbahn im Herbst 1944 zu einem Hauptziel der USAAF machte. Die durch Meschede führende Bahn war damals durchgehend zweigleisig und bis zur Kapazitätsgrenze ausgelastet, teilweise wurde jenseits der Kapazitätsgrenze auf Sicht gefahren. Mit der näher rückenden Westfront wurde die Strecke fortlaufend mit tieffliegenden Jagdbombern angegriffen, bis die Züge nur noch nachts fahren konnten. Zu diesen Angriffen gehörten auch jene auf den Bahnhof Meschede, die das Ziel allerdings jedes Mal um 50 oder 100 m verfehlten. Wiederholt getroffen wurden aber Häuser im Umfeld des Bahnhofs, mehrfach unter Verlust von Menschenleben. Schutz boten nur 16 Eiskeller in der Stadt.
Einen völlig anderen Charakter erhielten die Angriffe, als die USAAF von einer bedeutenden Rüstungsfertigung in Meschede auszugehen begann. Den nächsten Angriff flogen nicht mehr einige Jagdbomber, sondern 97 B-24 der 8th Air Force. Am 19. Februar 1945, mittags um halb drei griff ein alliierter Bomberverband die Stadt aus südöstlicher Richtung an, neben 200 Sprengbomben und 250 Phosphorkanister wurden rund 20.000 Brandbomben abgeworfen. Durch Treffer von Phosphor- sowie Stabbrandbomben wurde das Mescheder Rathaus zerstört. Die Akten der Verwaltung wurden dabei verbrannt, einzig erhalten blieben die Kassenbücher sowie das städtische Archiv, da diese feuersicher gelagert waren. Die Innenstadt war ein einziges Flammenmeer, der Kirchturm von St. Walburga überragte dieses Bild. Viele Mescheder flüchteten auf umliegende Felder und betrachteten von dort das Ende des alten Meschedes. Am Ende des Tages waren 53 Todesopfer zu beklagen, die meisten Häuser der Innenstadt waren zerstört oder schwer beschädigt. Verschont blieben hingegen die Honsel-Werke, der Bahnhof und auch das Hotel Baxmann mit dem V2-Stab. Nicht schwer betroffen war eigentlich auch St. Walburga. Da es den Feuerwehrleuten aber nicht erlaubt war, sie zu löschen, griff das Feuer über. Mit dem 19. Februar endete für viele Mescheder auch die Versorgung mit Strom, Gas und Wasser. Nachdem die Bomber alle militärischen Ziele verfehlt hatten, war damit zu rechnen, dass die Stadt auf die Zielliste zurückkehren würde, sobald die Alliierten ihre Luftbilder gefertigt und die Bilder ausgewertet hatten.
Nur neun Tage später wurde bei einem erneuten Luftangriff die Innenstadt, dieses Mal aber auch die Honsel-Werke getroffen. Bahnhof und V2-Stab blieben unversehrt. Durchgeführt wurde der Angriff von 79 B-24 der 8. US-Luftflotte, als Ziel benannte die USAAF „the Henschel tank plant at Meschede“. Ein weiterer schwer Bomberangriff gab es am 28. Februar 1945.
Am 22. März 1945 verübte eine Wehrmachtseinheit nahe dem Abzweig Eversberg von der Reichsstraße 55 ein Massaker an 80 sowjetischen Zwangsarbeitern. Einen Tag später erfolgte mit 19 B-17 der letzte Angriff mit strategischen Bombern. Danach waren die Honsel-Werke fast vollständig zerstört, der Bahnhof wurde schließlich doch getroffen – aber auch Wohnsiedlungen im Norden der Stadt. 
Die Einnahme Meschedes durch US-Truppen, die „moderate resistance“ vorfanden, dauerte eineinhalb Tage. Sie begann am 7. April mit Luftangriffen auf eine deutsche Artilleriestellung auf dem Vogelsang und wurde am 8. April gegen Wehrmacht- und Volkssturmeinheiten mit Maschinengewehrnestern, Scharfschützen und auf dem Schultenkamp in Stellung gegangene Flak geführt. Nachdem Panzersperren in Heinrichsthal zerbombt worden waren, endete sie mit dem Rückzug der Wehrmacht nach Sprengung der Ruhrbrücken und dem Einrücken der US-Truppen am Abend des 8. April. Doch auch am nächsten Tag wurde noch geschossen. Amerikanische Kriegstagebücher sprechen für den 9. April von „Sniping in town, still cleaning up“. oder „through Meschede (where we saw the Inf. clear the hill above the town of German infantry troops)“. Das Sprengen der Brücken war in Meschede ganz besonders fruchtlos, weil sich die Lage der Stadt unter anderem dadurch erklärt, dass die Ruhr hier von Pferdefuhrwerken sowie geländegängigen Militärfahrzeugen durchquert werden kann.

### Wiederaufbau
Die Nachkriegsjahre waren wie überall durch Not und Elend geprägt. Nach der Festnahme des Bürgermeisters Alexander Scherf wurde der frühere Amtsbürgermeister Ebel wieder eingesetzt. Durch seine Kenntnisse in Verwaltung sowie der Stadt konnten Maßnahmen zur Linderung der Not, zunächst die Beschaffung von Lebensmitteln sowie Bekleidung, umgesetzt werden. Auch konnte am 12. September 1945 der notdürftige Volksschulbetrieb wieder aufgenommen werden. Dazu wurden Baracken am städtischen Wiesengrundstück an der Schützenstraße 3 aufgestellt, welche als Unterrichtsräume dienten.
Einen konkreten Aufbauplan für Meschede gab es bereits 1945. Er sah eine Straßenbegradigung und eine Höherlegung der Innenstadt zum Hochwasserschutz vor, aber auch eine Verlegung des Rathauses von der zentralen Kreuzung ans Ruhrufer. Pläne, die St. Walburga-Kirche für eine breite Kreuzung in der Innenstadt zu opfern, konnten vom damaligen Pfarrer Künsting durch sein beherztes Eingreifen bei den oberen Behörden gerade noch verhindert werden.
Die Stadt wuchs vor allem durch den Zuzug von Vertriebenen aus den ehemaligen deutschen Ostgebieten nach Norden und nach Südosten. 12.500 Einwohner wurden bereits 1955 gezählt, in diesem Zeitraum wurden die gröbsten Kriegsschäden aus der Stadt beseitigt, die St. Walburga-Kirche bekam ihren historischen Turmhelm wieder. Jedoch sind bis heute noch Baulücken im Zentrum anzutreffen, die auf Kriegseinflüsse zurückzuführen sind. Mitte der 1950er Jahre wurde auch der „neue“ Hennesee eingeweiht, die alte Staumauer wurde 1948 aufgrund von Unterspülungen stillgelegt, ein Steinschüttdamm wurde 200 m flussaufwärts errichtet, wobei das Fassungsvermögen von 11 auf knapp 39 Millionen m³ erhöht wurde.
Zur 1000-Jahr-Feier im Jahre 1959 wurde dann auch das Rathaus eingeweiht. In den 1960er Jahren dehnte sich Meschede in alle Himmelsrichtungen weiter aus, 1961 wurde der Ehrenfriedhof Eversberg eingeweiht. 1964 wurde im Norden hoch über der Stadt die Friedenskirche der Benediktiner-Abtei geweiht, welche heute neben der St. Walburga-Kirche und dem Kreishaus zu den imposantesten Gebäuden der Stadt gehört. 1970 kam es zu einer bundesweit beachteten Pockenepidemie in Meschede, bei der vier Menschen starben.

### Stadtentwicklung seit den 1970er Jahren

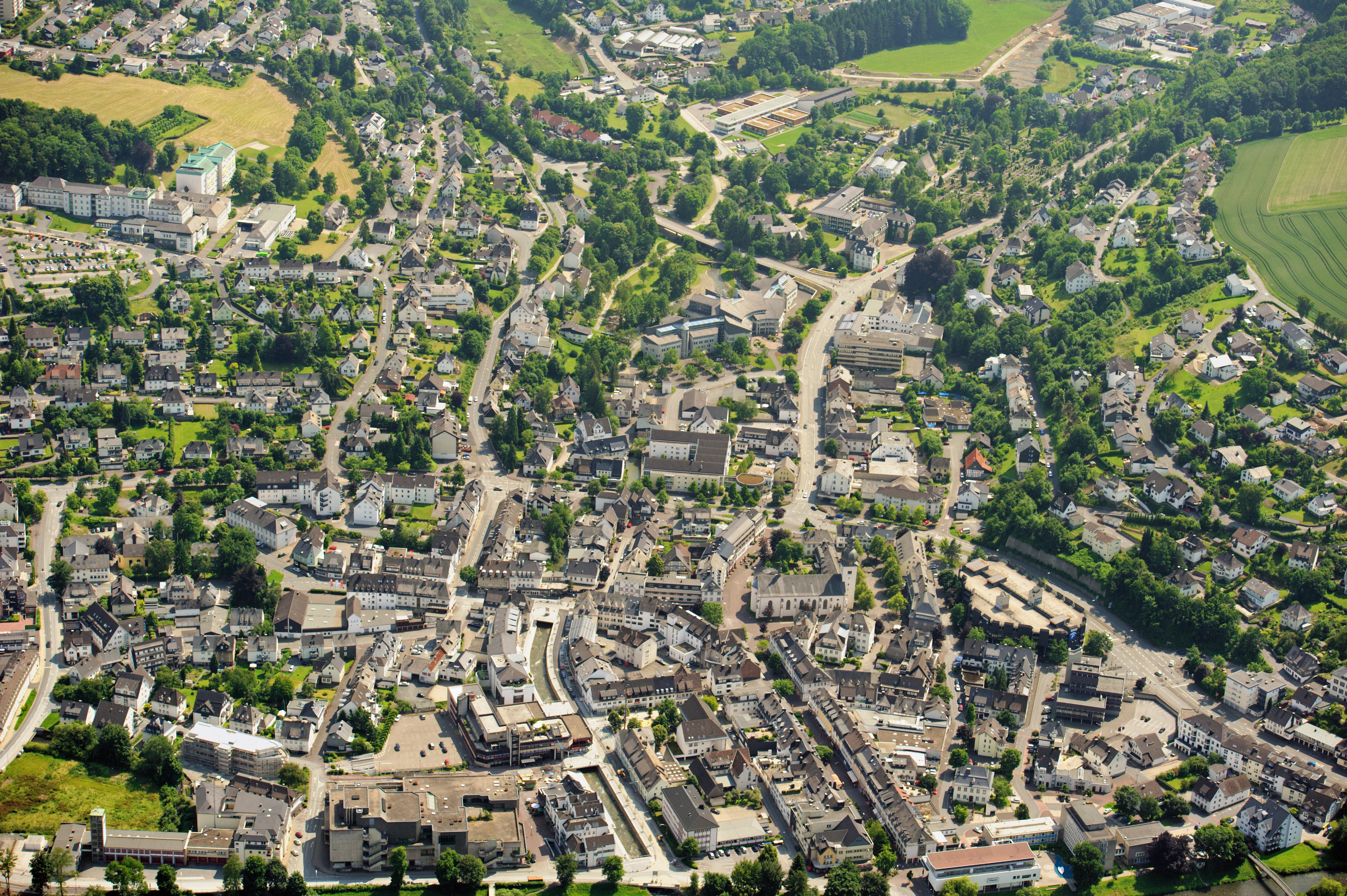
Luftaufnahme der Innenstadt

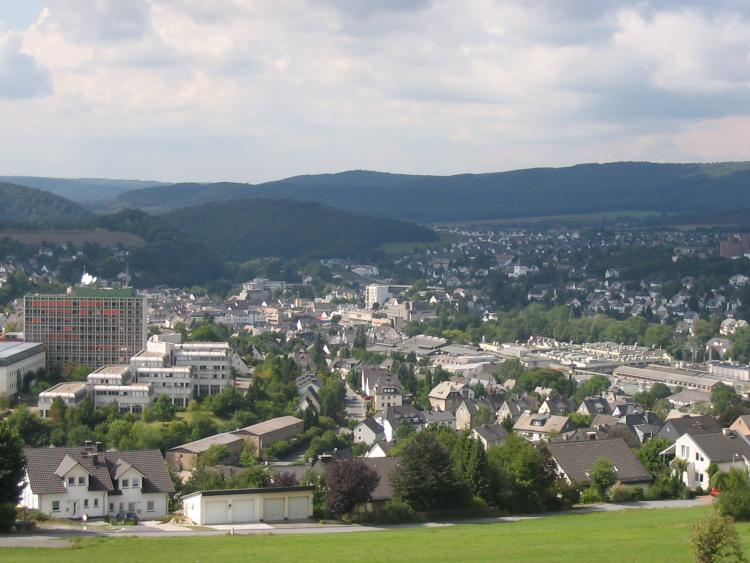
Blick in Richtung Nordwesten von der Ittmecke auf Meschede; links die Telekom, rechts die Honsel-Werke

Im Norden der Stadt wurde in den frühen 1970er Jahren die „Gartenstadt“ (die jedoch keine klassische Gartenstadt im Sinne des Erfinders ist) mit großflächigerem Geschosswohnungsbau errichtet, hinzu kamen ausgedehnte Wohngebiete im Süden der Stadt, neue Schulen und Behörden entstanden, darunter auch das Kreishaus, welches 1987 der Bestimmung übergeben wurde.
Bei der Kernstadtsanierung, die ab 1970 angegangen wurde, waren zahlreiche Missstände zu beseitigen: Gewerbeansiedlungen im Innenstadtbereich, das schlechte Erscheinungsbild einiger Straßenzüge und bauliche Mängel. Vor allem musste die bundesweit bekannte „Staufalle“ Meschede beseitigt werden. 1982 ging die Antonius-Brücke in Betrieb, womit die Verlegung der B 55 begann. Durch den Bau einer weiteren Brücke über die Ruhr konnte der Bahnübergang entfallen und die Ruhrstraße wurde zu einer Fußgängerzone.
In einem zweiten Schritt konnte bis 1987 die vierspurige Tangente, welche südlich des alten Stadtkerns vorbeigeführt wurde, fertiggestellt werden. 1980 wurden die neue Hauptstelle der Sparkasse Meschede eröffnet und die Stadthalle eingeweiht, 1984 das Stiftscenter als Parkhaus mit angeschlossenen Ladenlokalen eröffnet. Der Kaiser-Otto-Platz wurde 1991 zur Fußgängerzone. Die Sanierung der Innenstadt wurde 1998 abgeschlossen und die bisweilen triste Bauweise der 1950er Jahre dabei teilweise aufgefangen. Zahlreiche Gewerbe- und Industriebetriebe wurden aus der Innenstadt in das Industriegebiet „Enste“ umgesiedelt. Neue Wohngebiete entstanden ab 2000 und entstehen im Nordwesten der Stadt am Hainberg und im Südosten.
Planungen in den Jahren von 2000 bis 2005 konzentrierten sich auf das brachliegende Areal der Deutschen Bahn. Nach mehrjähriger Planungszeit wurden 2008 die Arbeiten an der sogenannten „Bahnschiene West“ weitgehend abgeschlossen. Zudem wurde das Rathausumfeld neu gestaltet. Im Rahmen der Regionale 2013 sollte unter dem Motto „Wissen, Wasser, Wandel – eine Hochschulstadt am Fluss“ die Stadtentwicklung, insbesondere die der Kernstadt, fortgeführt und dabei der Bezug Meschedes zu Ruhr und Henne gestärkt sowie der Charakter einer Hochschulstadt herausgestellt werden. Insbesondere die Öffnung des „Hennedeckels“ – einer Baumaßnahme der 1960er Jahre, die den Flusslauf der Henne in der Innenstadt mit einem aus heutiger Sicht unästhetischen Betondeckel versehen hatte – und die Gestaltung flussnaher Uferbereiche fand breite Zustimmung. Östlich der Innenstadt wurde die neue Johannesbrücke über die Ruhr gebaut. Diese stellt den Ostring fertig und leitet den Hauptverkehr über die Kolpingstraße.

### Verwaltungsgeschichte im Überblick
Die folgende Liste zeigt die Herrschaftsgebiete und Staaten, in denen die alte Freiheit (ab 1457) bzw. Stadt Meschede lag, sowie die Verwaltungseinheiten, denen es unterstand. Die andere Ortsteile teilen die Verwaltungsgeschichte hinsichtlich der Landesherrschaft, gehörten jedoch in der Zwischenzeit zu anderen Ämtern, einzelne erst 1975 eingemeindete Ortsteile sogar zu anderen Landkreisen.
- vor 1180: Ostfrankenreich/Regnum Teutonicum, Stammesherzogtum Sachsen, Westfalen
- vor 1368: Heiliges Römisches Reich, Grafschaft Arnsberg
- ab 1368: Heiliges Römisches Reich, Kurfürstentum Köln, Herzogtum Westfalen
- ab 1803: Heiliges Römisches Reich, Landgrafschaft Hessen-Darmstadt, Provinz Herzogtum Westfalen
- ab 1806: Großherzogtum Hessen, Provinz Herzogtum Westfalen
- ab 1807: Großherzogtum Hessen, Provinz Herzogtum Westfalen, Amt Meschede
- ab 1816: Königreich Preußen, Provinz Westfalen, Regierungsbezirk Arnsberg, Amt Meschede
- ab 1817: Königreich Preußen, Provinz Westfalen, Regierungsbezirk Arnsberg, Kreis Arnsberg
- ab 1819: Königreich Preußen, Provinz Westfalen, Regierungsbezirk Arnsberg, Kreis Eslohe
- ab 1829: Königreich Preußen, Provinz Westfalen, Regierungsbezirk Arnsberg, Kreis Eslohe, Bürgermeisterei Meschede
- ab 1832: Königreich Preußen, Provinz Westfalen, Regierungsbezirk Arnsberg, Kreis Meschede, Bürgermeisterei Meschede
- ab 1843: Königreich Preußen, Provinz Westfalen, Regierungsbezirk Arnsberg, Kreis Meschede, Amt Meschede
- ab 1871: Deutsches Reich, Königreich Preußen, Provinz Westfalen,  Regierungsbezirk Arnsberg, Kreis Meschede, Amt Meschede
- ab 1918: Deutsches Reich, Freistaat Preußen, Provinz Westfalen,  Regierungsbezirk Arnsberg, Kreis Meschede, Amt Meschede
- ab 1939: Deutsches Reich, Freistaat Preußen, Provinz Westfalen,  Regierungsbezirk Arnsberg, Landkreis Meschede, Amt Meschede
- ab 1945: Britische Besatzungszone, Provinz Westfalen,  Regierungsbezirk Arnsberg, Landkreis Meschede, Amt Meschede
- ab 1946: Britische Besatzungszone, Land Nordrhein-Westfalen, Regierungsbezirk Arnsberg, Landkreis Meschede, Amt Meschede
- ab 1949: Bundesrepublik Deutschland, Land Nordrhein-Westfalen, Regierungsbezirk Arnsberg, Landkreis Meschede, Amt Meschede
- ab 1969: Bundesrepublik Deutschland, Land Nordrhein-Westfalen, Regierungsbezirk Arnsberg, Kreis Meschede, Amt Meschede
- seit 1975: Bundesrepublik Deutschland, Land Nordrhein-Westfalen, Regierungsbezirk Arnsberg, Hochsauerlandkreis, Stadt Meschede

### Eingemeindungen
Im Zuge der kommunalen Neugliederung wurden am 1. Januar 1975 die Kreise Arnsberg, Brilon und Meschede zum Hochsauerlandkreis vereint; Meschede wurde Kreisstadt. Am selben Tag wurde die Stadt um die bis dahin selbstständigen Gemeinden Calle, Eversberg, Freienohl, Grevenstein, Meschede-Land, Remblinghausen und Visbeck vergrößert. Teile der ehemaligen Gemeinden Harblinghausen und Reiste mit damals jeweils etwas mehr als 100 Einwohnern kamen hinzu. Die Einwohnerzahl erhöhte sich auf über 32.000.

### Einwohnerentwicklung
Während des 17. Jahrhunderts zählte Meschede rund 600 Einwohner. Von 1818 bis 1939 kann man in Meschede von einem linearen Anstieg des Bevölkerungswachstums sprechen. Die Einwohnerzahlen stiegen von 6.497 auf 15.489. Von 1939 bis 1970 stieg die Zahl der Einwohner auf 31.533, eine Verdoppelung der Einwohnerzahl in nur gut 30 Jahren. In den folgenden Jahren bis 1998 stieg die Zahl der Einwohner nur gering auf 32.764 an. Seit 2002 ist die Bevölkerungsentwicklung in Meschede rückläufig.
Mit Stand vom 30. Juni 2017 (städtische Statistik) beträgt die Einwohnerzahl 30.439, davon sind 15.354 weiblich und 15.085 männlich. In der Kernstadt Meschede leben 15.066 Einwohner. Zum 30. Juni 2022 betrug die Einwohnerzahl 31.317. Damit entwickelt sich die Einwohnerzahl – entgegen der Prognosen aus den 2010er Jahren – seit längerer Zeit konstant, während sie in umliegenden Gemeinden, vor allem im östlichen Hochsauerlandkreis deutlich negative Tendenzen aufweist.

### Konfessionsstatistik
Laut der Volkszählung 2011 waren 65,2 % der Einwohner römisch-katholisch, 13,6 % evangelisch und 21,2 % waren konfessionslos, gehörten einer anderen Glaubensgemeinschaft an oder machten keine Angabe. Die Zahl der evangelischen und katholischen Kirchenmitglieder ist seitdem gesunken. Ende 2024 hatte Meschede 30.292 Einwohner davon 51,8 % (15.691) Katholiken, 11,0 % (3.340) Protestanten und 37,2 % (11.261) gehörten entweder eine andere oder gar keine Glaubensgemeinschaft an.

## Politik

### Rat der Stadt
- SPD: 8
- Grüne: 3
- UWG: 4
- FDP: 2
- CDU: 20
- MbZ: 1

Im Rat der Stadt Meschede hatte ab dem Zweiten Weltkrieg bis zur Kommunalwahl 2009 – abgesehen von einem kurzen Intermezzo der SPD von 1949 bis 1952 – die CDU die absolute Mehrheit. Vor der Kommunalwahl 2014 hatte der Rat der Stadt Meschede 46 Mitglieder. Seitdem hat er 38 Mitglieder und setzt sich aus Fraktionen der CDU, SPD, Unabhängige Wählergemeinschaft Meschede (UWG), FDP, Grünen, und Meschede braucht Zukunft (MbZ) zusammen.
Die Kommunalwahlen seit 2009 ergaben folgende Sitzverteilungen:
| Partei/Gruppierung;            | Sitze | Sitze | Sitze |
| Partei/Gruppierung;            | 2020  | 2014  | 2009  |
| ------------------------------ | ----- | ----- | ----- |
| CDU                            | 20    | 19    | 20    |
| SPD                            | 08    | 10    | 10    |
| UWG                            | 04    | 04    | 07    |
| Grüne                          | 03    | 02    | 02    |
| FDP                            | 02    | 02    | 04    |
| MbZ – Meschede braucht Zukunft | 01    | 01    | 03    |
| Gesamt                         | 38    | 38    | 46    |

### Bürgermeister
Bürgermeister der Stadt Meschede ist seit 2015 Christoph Weber (CDU), der mit 55,19 % ins Amt gewählt und 2020 mit 59,10 % der Stimmen im Amt bestätigt wurde.

### Ehemalige Bürgermeister und Stadtvorsteher seit 1900

#### Stadtvorsteher
- 1894–1920: Hermann Heuel
- 1922–1933: Anton Bange
- 1933–1937: Caspar Ebel

#### Bürgermeister
- 1937–1945: Alexander Scherf
- 1945–1946: Caspar Ebel (CDU)
- 1946–1948: Engelbert Dick (CDU), erster frei gewählter Bürgermeister nach dem Zweiten Weltkrieg
- 1948–1952: Hugo Werner (SPD)
- 1952–1961: Engelbert Dick (CDU)
- 1961–1969: Josef Busch (CDU)[39]
- 1969–1974: Bruno Peus (CDU)
- 1975–1997: Franz Stahlmecke (CDU), erster Bürgermeister der heutigen Stadt Meschede nach der kommunalen Neugliederung[39]
- 1998–1999: Bruno Peus (CDU)[40]
- 1999–2015: Hans-Ulrich (Uli) Hess (CDU), erster hauptamtlicher Bürgermeister[41]

### Ergebnisse bei Landtags- und Bundestagswahlen
Bei den letzten Landtags- und Bundestagswahlen erhielten die Parteien in Meschede folgende Zweitstimmenanteile:
| Wahl                | CDU     | SPD     | FDP     | Grüne   | Linke  | Andere mit hohem Stimmenanteil |
| ------------------- | ------- | ------- | ------- | ------- | ------ | ------------------------------ |
| Bundestagswahl 2009 | 40,17 % | 24,61 % | 16,48 % | 06,96 % | 6,90 % |                                |
| Landtagswahl 2010   | 45,74 % | 30,33 % | 06,83 % | 08,01 % | 3,62 % |                                |
| Landtagswahl 2012   | 37,09 % | 34,33 % | 08,52 % | 07,86 % | 1,73 % | Piraten: 7,01 %                |
| Bundestagswahl 2013 | 49,81 % | 28,32 % | 05,14 % | 04,96 % | 4,75 % |                                |
| Landtagswahl 2017   | 45,25 % | 26,43 % | 12,45 % | 03,53 % | 2,95 % | AfD: 5,36 %                    |
| Bundestagswahl 2017 | 41,81 % | 22,88 % | 14,04 % | 05,31 % | 5,18 % | AfD: 7,29 %                    |
| Bundestagswahl 2021 | 33,19 % | 28,62 % | 11,61 % | 10,65 % | 2,53 % | AfD: 7,14 %                    |
| Landtagswahl 2022   | 46,48 % | 24,50 % | 5,69 %  | 11,77 % | 1,17 % | AfD: 5,31 %                    |
| Bundestagswahl 2025 | 42,30 % | 16,77 % | 3,82 %  | 7,76 %  | 5,96 % | AfD: 16,22 %                   |

### Städtepartnerschaften
Seit dem 30. Oktober 1965 besteht eine Städtepartnerschaft mit Le Puy-en-Velay (Frankreich). Außerdem führt Meschede eine schon vor der Eingemeindung 1975 bestehende Städtepartnerschaft Freienohls mit Cousolre (Frankreich) fort. Am 10. Juni 1956 hat die Stadt beschlossen, die Patenschaft für die Vertriebenen der ehemaligen schlesischen Stadt Winzig (Polen) zu übernehmen. Über diese Patenschaft entwickelte sich inzwischen auch eine enge Verbindung zur Gemeinde Neufraunhofen, in der ebenfalls viele Winziger eine neue Heimat fanden, ohne dass eine offizielle Partnerschaft besteht.

### Wappen
| Wappen der Stadt Meschede | Blasonierung: „Von Blau und Silber gespalten; vorn ein halber silberner Adler mit roter Zunge, hinten ein durchgehendes schwarzes Kreuz.“ |
| Wappen der Stadt Meschede | Wappenbegründung: Der Adler verweist auf die ehemalige Zugehörigkeit zur Grafschaft Arnsberg und das Kurkölnische Kreuz auf das Kurfürstentum Köln. Die neue Stadt Meschede übernahm 1975 das Wappen der alten Stadt Meschede. Die amtliche Genehmigung erfolgte am 30. Juli 1976. |

## Natur, Kultur und Sehenswürdigkeiten

### Schutzgebiete für die Natur

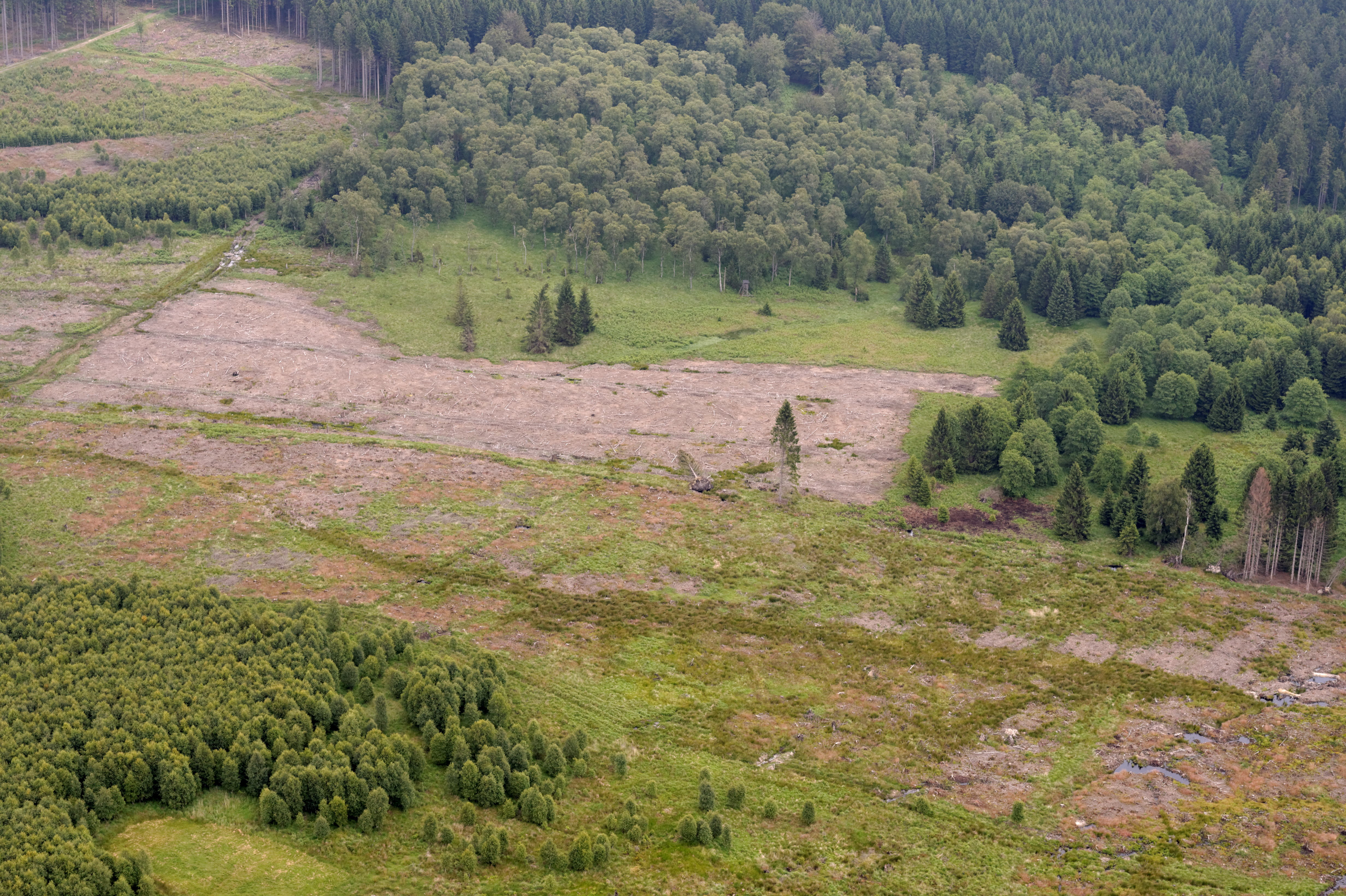
Naturschutzgebiet Hamorsbruch

Seit 1994 gibt es für das Mescheder Stadtgebiet einen Landschaftsplan, in dem die Flächen außerhalb der bebauten Ortsteile und des Geltungsbereichs eines Bebauungsplans als Landschaftsschutzgebiet ausgewiesen wurden, sofern kein höherer Schutzstatus wie beispielsweise Naturschutzgebiet (NSG) besteht.
Es gibt insgesamt 55 Naturschutzgebiete, welche eine Größe von 0,5 ha bis 160,7 ha haben. Es wurden auch sechs Bereiche, wie Teile des Arnsberger Waldes, als Europäisches Schutzgebiet (FFH-Gebiete) ausgewiesen. Teile dieser FFH-Gebiete liegen meist auch in anderen Stadtgebieten.
Im Stadtgebiet gibt es 67 Naturdenkmale. Bei den Naturdenkmalen handelt es sich um alte Einzelbäume bzw. Baumgruppen. 17 dieser Naturdenkmäler liegen in Ortslagen.
Im Stadtgebiet befinden sich auch 98 kleinflächige geschützte Landschaftsbestandteile. Dazu kommen noch zahlreiche kleinere gesetzlich geschützte Biotope, die gleichzeitig in Flächen anderer Schutzkategorien liegen.
Das nördliche Stadtgebiet ist seit 1961 Teil des Naturparks Arnsberger Wald und die Gebiete südlich der Ruhr seit 2015 Teil des Naturparks Sauerland-Rothaargebirge. Von 1964 bis 2015 war das südliche Stadtgebiet Teil des Naturpark Homert. Die unbebauten Bereiche des Stadtgebietes waren ab 1961 bzw. 1964, im Jahr der Gründung von Naturpark Arnsberger Wald und Naturpark Homert, als Landschaftsschutzgebiet ausgewiesen worden. Im Landschaftsplangebiet gibt es 102 Landschaftsschutzgebiete. In der Stadt gibt es ein Landschaftsschutzgebiet vom Typ A, Großräumiger Landschaftsschutz (Landschaftsschutzgebiet Meschede), 51 Landschaftsschutzgebiete vom Typ B, Kleinräumiger Landschaftsschutz und 50 Landschaftsschutzgebiete vom Typ C, Wiesentäler. Im Landschaftsschutzgebiet Typ A ist unter anderem das Errichten von Bauten und Erstaufforstungen, auch die Neuanlage von Weihnachtsbaumkulturen, verboten. Im Typ B besteht zusätzlich ein Umwandlungsverbot von Grünland und Grünlandbrachen. Im Typ C kommt dazu noch ein Umwandlungsverbot von Grünland und Grünlandbrachen in Acker oder andere Nutzungsformen. Eine maximal zweijährige Ackernutzung innerhalb von zwölf Jahren ist erlaubt, falls damit die Erneuerung der Grasnarbe vorbereitet wird. Dies gilt als erweiterter Pflegeumbruch. Beim erweiterten Pflegeumbruch muss ein Mindestabstand von fünf Metern vom Mittelwasserbett eingehalten werden.
Neben anderen Vogelarten kommen die Großvogelarten Schwarzstorch und Rotmilan vor.

### Kultur

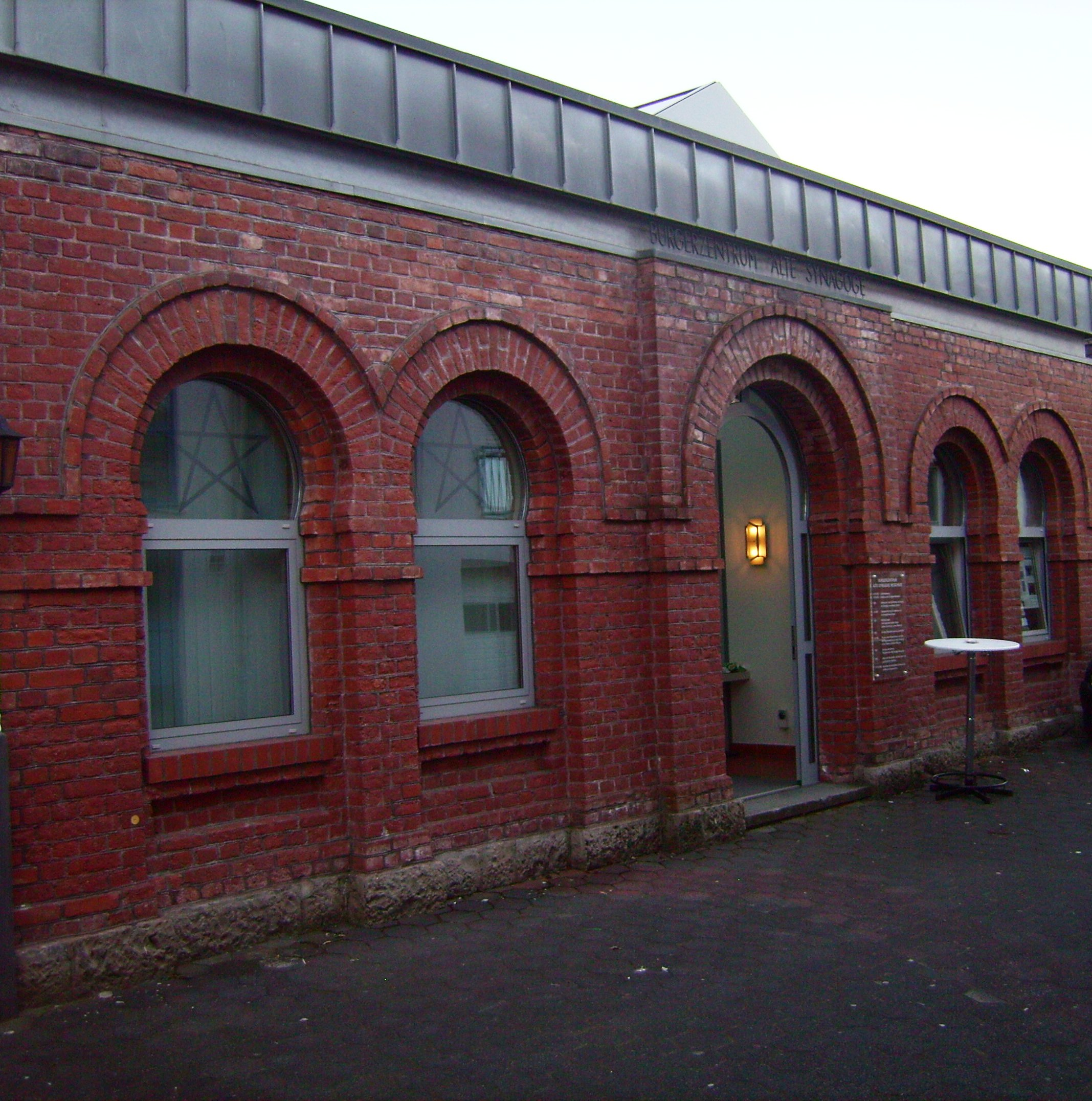
Alte Synagoge

Kulturveranstaltungen aller Art finden in der Stadthalle Meschede statt. Für kleinere Ausstellungen und Konzerte bietet sich das 1999 eröffnete Bürgerzentrum Alte Synagoge an, das bis zur Pogromnacht 1938 als Synagoge genutzt wurde und nach dem Krieg zunächst eine Schreinerei war. Auch in den Mescheder Kirchen finden ganzjährig Konzerte statt. Zudem gibt es in Meschede das 1928 eröffnete kleine Kino Linden-Theater.
1992 fand sich anlässlich des 750-jährigen Bestehens der Bergstadt Eversberg eine Laienspielgruppe zusammen, die sich 2002 den Namen Burgtheater Eversberg gaben. Die Aufführungen finden auf der Bühne der Schlossberghalle statt.
Weitere Theatervorführungen von Laienspielgruppen gibt es in Berge und gelegentlich in Remblinghausen, welche für ihre Aufführungen auch jeweils die örtlichen Schützenhallen nutzen.

### Musik

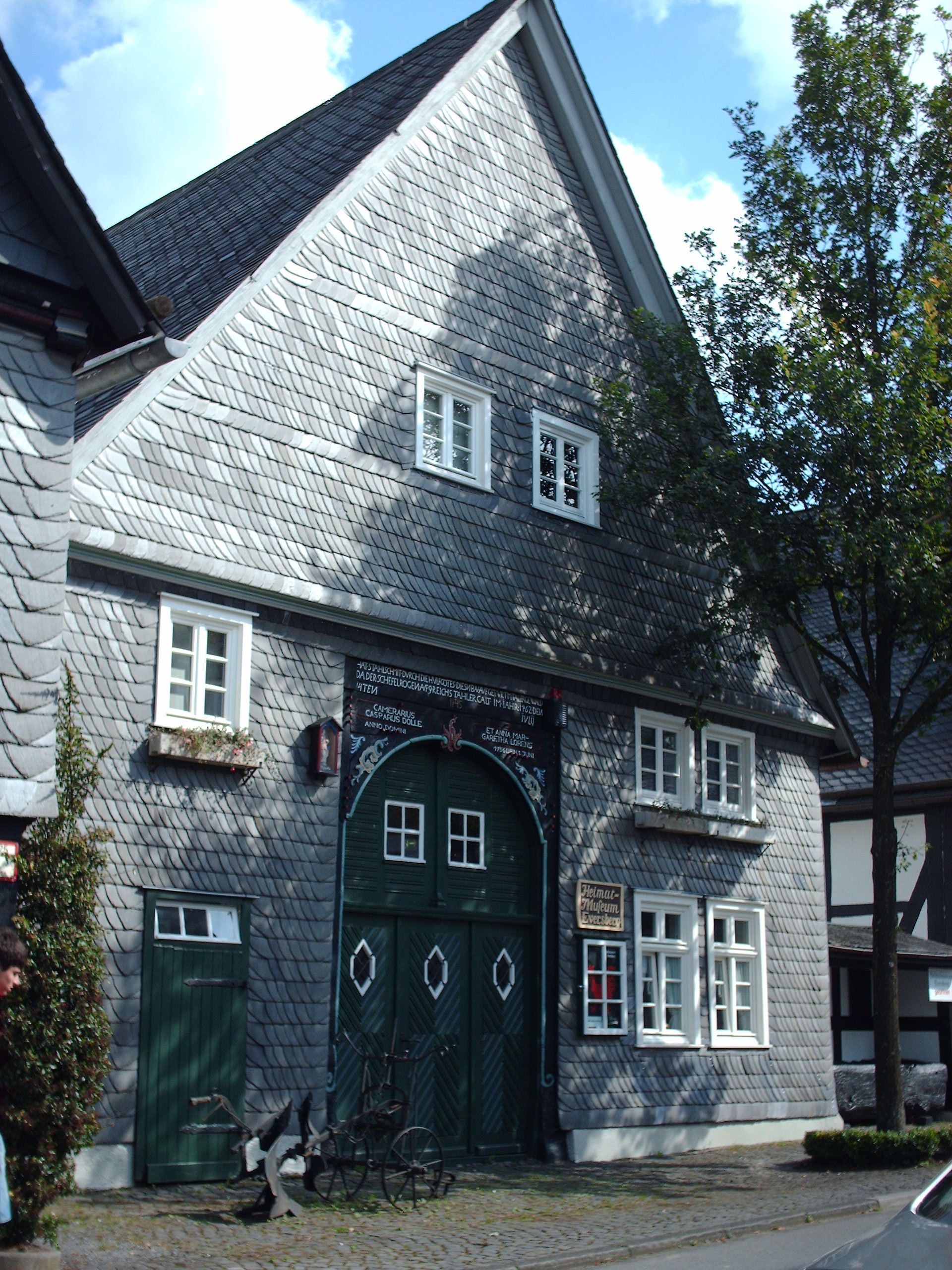
Heimatmuseum Eversberg

Die Musikschule des Hochsauerlandkreises verfügt über eine Brass-Band und ein symphonisches Blasorchester. Neben der Musikschule gibt es zahlreiche Musikvereine. In der Kernstadt gibt es z. B. den Musikzug der Freiwilligen Feuerwehr.

### Museen
Im Ortsteil Eversberg befindet sich das Museum für Bäuerliche Handwerks- und Gewerbegeschichte, Landschafts- und Kulturentwicklung.

### Bauwerke

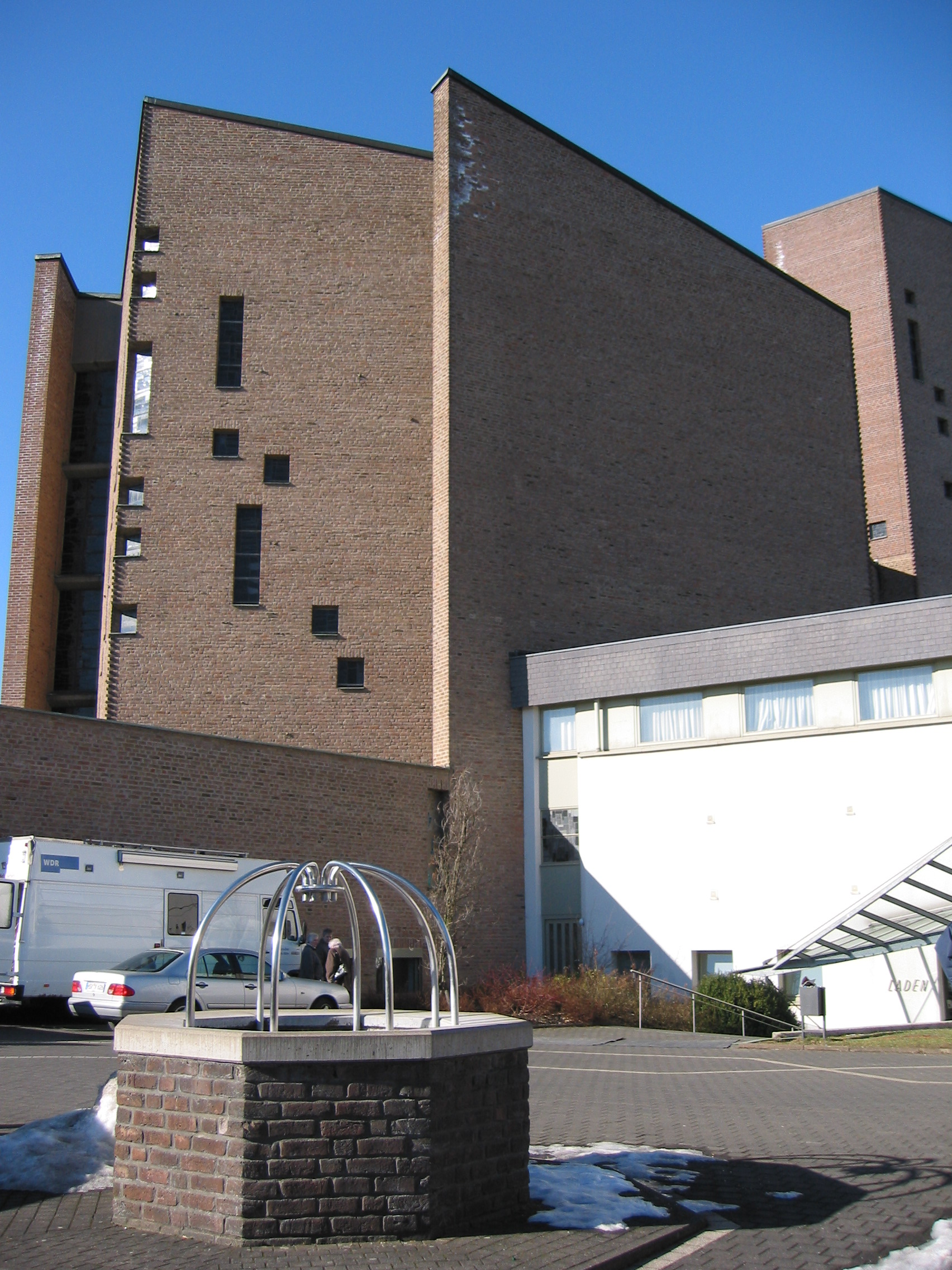
Abtei Königsmünster

Zu den sehenswerten Bauwerken in der Kernstadt gehören unter anderem die Abtei Königsmünster, das Wasserschloss Laer und die dazugehörige, rund 600 m westlich des Schlosses gelegene Turmruine Laer, das ehemalige Kloster Galiläa nordwestlich von Meschede und die Wallanlage Hünenburg; außerdem die Pfarr- und Stiftskirche St. Walburga des Stifts Meschede, die Klausenkapelle auf dem gleichnamigen Berg, der Pulverturm von Meschede, die Alte Synagoge und das alte Kreishaus (heute Amtsgericht) aus dem Jahr 1896 sowie das architektonisch interessante neue Kreishaus.

### Parks
Mit Hilfe des Strukturförderprogrammes Regionale 2013 entstanden am Flussbett der Henne südlich der Kernstadt, unter Einbeziehung des ehemaligen Stadtparks, der Hennepark und die Henneauen.
Der Park führt von der Innenstadt, (Kreishaus) bis zum Hennedamm entlang der Henne, wobei der nordöstliche Parkabschnitt von der renaturierten Henne durchzogen ist und der südwestliche Abschnitt keinen direktem Kontakt mit der Henne hat.
Der Hennepark hinter dem Kreishaus bietet einen Spielplatz, Wasserspielmöglichkeiten, Sitzgelegenheiten und zwei Brücken über die Henne. Vom Park aus hat man einen direkten Zugang zum alten jüdischen Friedhof. Zu den Henneauen gelangt man nach Überquerung einer Straße und eines Schulhofs mit Spielplatz. Hier kann man, entfernt vom Straßenverkehr, entlang der renaturierten Henne bis zum Hennedamm mit seiner Himmelstreppe laufen.

### Sport
Das Sportzentrum mit dem Dünnefeld-Stadion liegt neben dem Berufskolleg und dem Frei- und Hallenbad an der Ruhr. In Meschede sind 46 Sportvereine gemeldet, die unter anderem Badminton, Fußball, Handball, Kampfsportarten, Segeln, Schwimmen und Turnen anbieten.
2007 war Meschede der Veranstaltungsort des Veltins-Basketball-CUPs, der zwischen vier Mannschaften der deutschen Basketball-Bundesliga ausgetragen wurde.
2021 bewarb sich die Stadt als Host Town für die Gestaltung eines viertägigen Programms für eine internationale Delegation der Special Olympics World Summer Games 2023 in Berlin. 2022 wurde sie als Gastgeberin für Special Olympics Burundi ausgewählt. Damit wurde sie Teil des größten kommunalen Inklusionsprojekts in der Geschichte der Bundesrepublik mit mehr als 200 Host Towns.

### Vereine in Meschede
Meschede verfügt über ein aktives Vereinsleben. So gibt es in Meschede zwei Schützenvereine. Die St.-Georgs-Schützenbruderschaft mit einer fast 525-jährigen Geschichte sowie die Schützengemeinschaft Meschede Nord. Zahlreiche Musikvereine und Chöre in Meschede und seinen Dörfern gestalten das kulturelle Leben mit. Auch der Sport kommt in der Stadt nicht zu kurz – so gibt es z. B. mehrere Fußballvereine. Die Geschichte des ältesten ansässigen Angelsportverein ASV Sauerlandia reicht bis auf das Jahr 1938 zurück. Die Mescheder Pfadfinder leisten seit 1949 Jugendarbeit in der Stadt. Der Stamm zählt etwa 100 Mitglieder. Von 1976 bis 2022 gab es den Jugendverband Die Falken, der seit 1982 das Jugendzentrum Rockcafé betrieb. Im Jahr 2005 wurde eine Jugendfeuerwehr gegründet. Auch das Deutsche Rote Kreuz, die Deutsche Lebens-Rettungs-Gesellschaft oder das Technische Hilfswerk sind mit einer Ortsgruppe in Meschede vertreten. Seit 1991 gibt es einen Esperanto-Klub. Der Ruderclub Meschede, kurz RCM, wurde 1966 gegründet. Das Bootshaus am Hennesee in der Berghauser Bucht wurde am 19. September 1975 eingeweiht. Zudem gibt es mit dem MSC Oberruhr e. V. im ADAC einen Motorsportclub. Dieser war Ausrichter des bis 1984 stattfindenden Sauerland Bergpreises.

### Regelmäßige Veranstaltungen
In Meschede wird traditionsgemäß Schützenfest gefeiert. In den meisten Stadtteilen gibt es dafür eine Schützenhalle, die auch für andere Veranstaltungen genutzt werden kann. Meschede selbst hat zwei Schützenvereine, beide mit eigenen Hallen und eigenen Schützenfesten (das jährlich an Fronleichnam stattfindende St.-Georgs-Schützenfest und das Schützenfest im Mescheder Norden, welches am zweiten Wochenende im Juli stattfindet).
Im Frühjahr und im Herbst finden Kneipennächte statt: In diversen Lokalen wird Live-Musik gespielt. Mit einem Eintritt kann man sie alle erleben.
Am dritten Augustwochenende wird in der Fußgängerzone und auf dem Marktplatz ein InnenstadtDinner veranstaltet.
Während der NRW-Sommerferien findet wöchentlich mittwochs bei freiem Eintritt ein Open-Air-Konzert mit wechselnden Bands statt.
Darüber hinaus gibt es anlässlich von verkaufsoffenen Sonntagen zumeist verknüpfte Veranstaltungen, z. B. den MaiSonntag oder das Stadtfest.
Auch im sportlichen Bereich finden diverse Veranstaltungen statt, z. B. ein Triathlon am Hennesee, der Firmenlauf im HSK, den Schülerlauf oder sonstige Großveranstaltungen in der Stadt bzw. in den Sporthallen.

### Kulinarische Spezialitäten
Eine örtliche Spezialität, die bis auf das Jahr 1848 zurückgeht, ist ein über mehrere Monate gereifter Knochen- beziehungsweise Kernschinken.
Bei dem „Mescheder Wind“ handelt es sich um einen 15-prozentigen Kräuterlikör.
Sehr beliebt sind in Meschede auch die in der Abtei Königsmünster hergestellten Lebensmittel, z. B. verschiedene Brot- und Kuchensorten, Hausmacher Wurst oder Bier.

### Tourismus

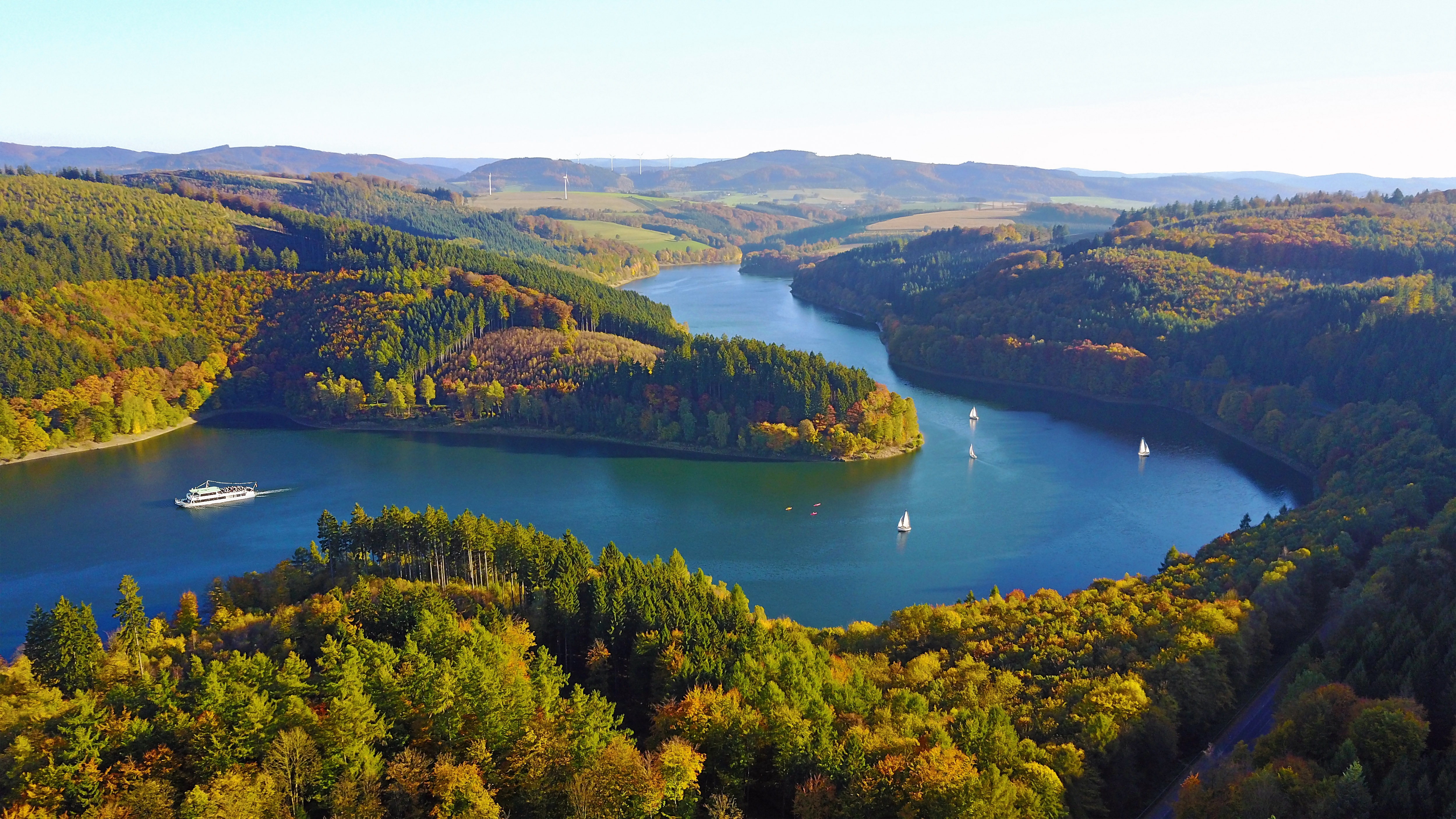
Der Hennesee im Herbst (2017)

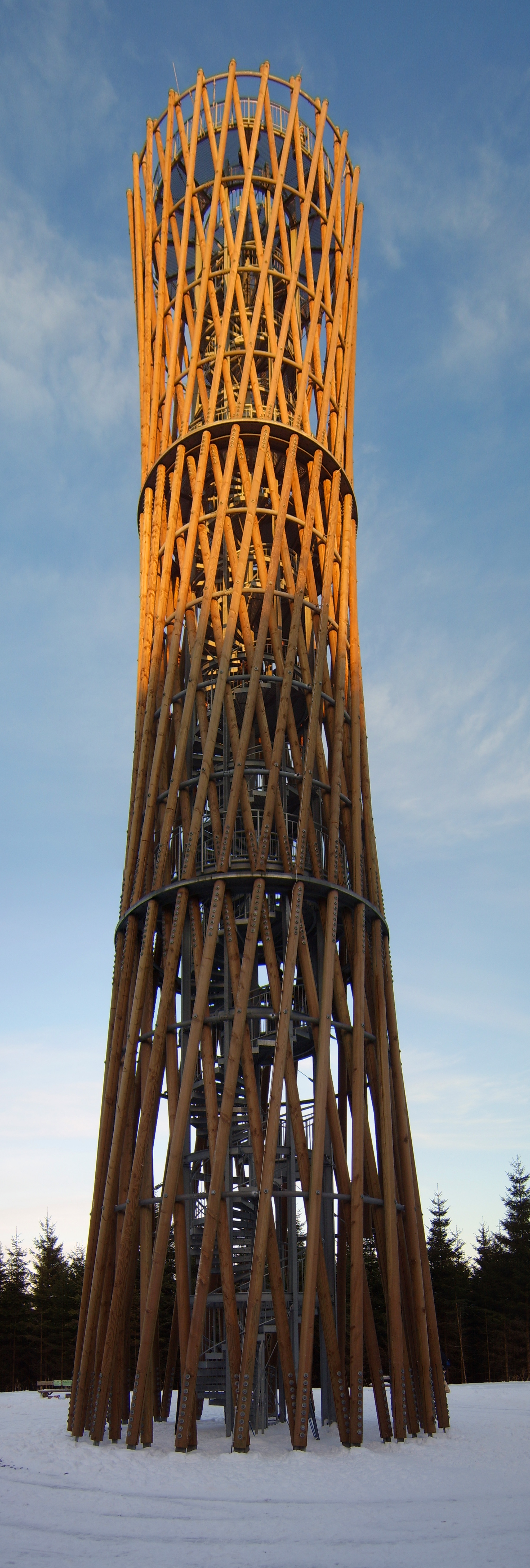
Der Lörmecke-Turm im Arnsberger Wald

Touristisch interessant ist der nahe der Kernstadt von Meschede gelegene Hennesee, ein 213 ha großer künstlicher Stausee, der zum Baden und für unmotorisierte Schifffahrt genutzt wird.
Eine weitere Attraktion ist seit dem Sommer 2008 der Lörmecke-Turm im Arnsberger Wald nahe Meschede; ein Aussichtsturm mit Blick über die Umgebung Meschedes.

### Friedhöfe
In der Kernstadt von Meschede befinden sich drei Friedhöfe:
- der Hauptfriedhof in der Nähe des Amtsgerichts
- der Evangelische Friedhof an der Briloner Straße[71] sowie
- der Nordfriedhof am Dünnefeldweg. Dieser Friedhof bietet auch die Möglichkeit der Bestattung im separaten Urnenhain an.

Weitere Friedhöfe befinden sich in den Ortsteilen Berge, Calle, Freienohl, Grevenstein, Eversberg, Remblinghausen und in Wennemen.
Zusätzlich befindet sich in Meschede zur Erinnerung Gefallener aus dem Zweiten Weltkrieg der Ehrenfriedhof Eversberg.
Der Waldfriedhof Fulmecke ist der Friedhof des ehemaligen Kriegsgefangenenlagers Meschede während des Ersten Weltkriegs. Auf ihm wurden später auch die Opfer des Massakers im Arnsberger Wald kurz vor Ende des Zweiten Weltkriegs bestattet.
Der alte jüdische Friedhof Meschede liegt in der Kernstadt in der Nähe des Henneparks. Ein weiterer jüdischer Friedhof im Ortsteil Grevenstein.

## Wirtschaft und Infrastruktur

### Wirtschaft

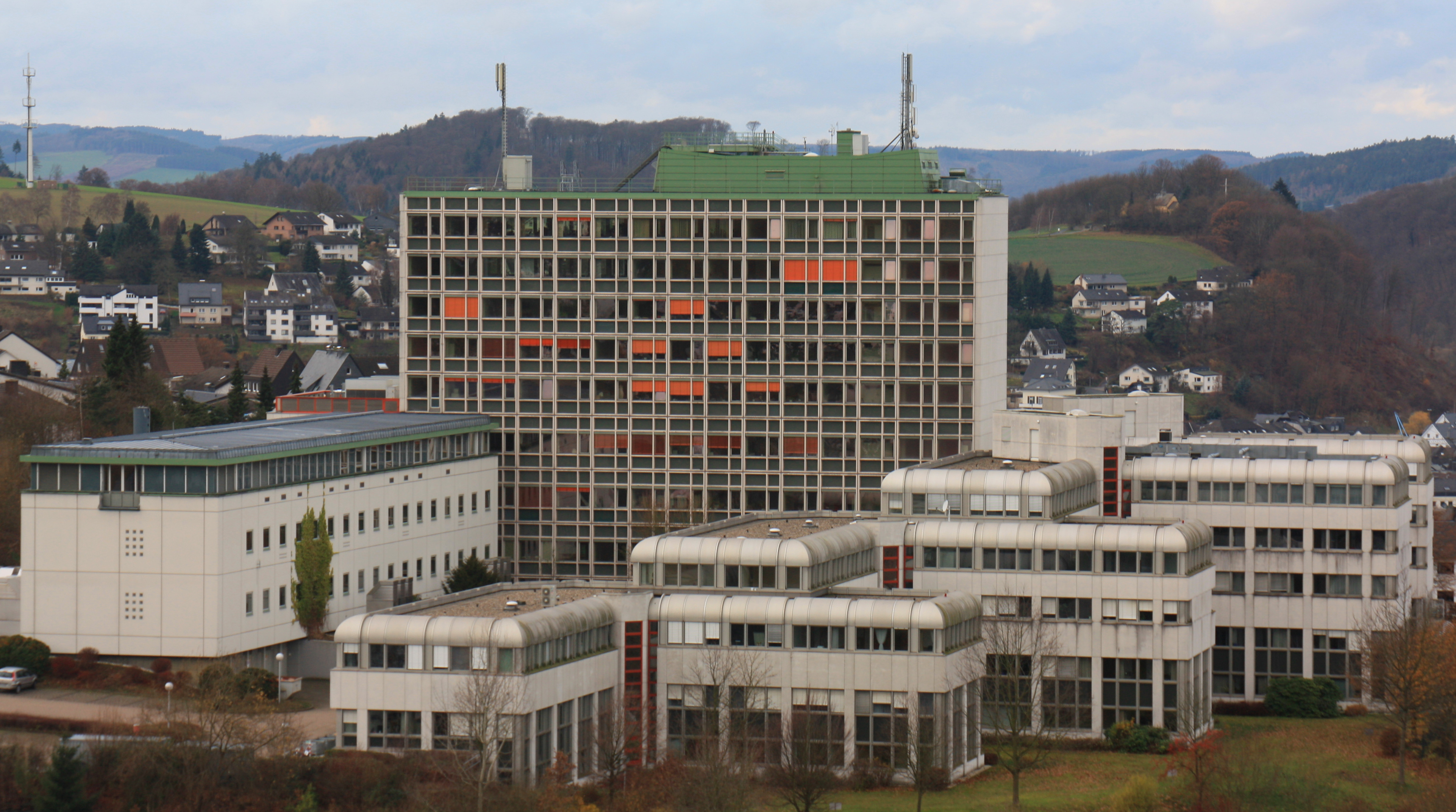
Die Telekom-Niederlassung in Meschede

Im Laufe der Zeit sind in Meschede mehrere Gewerbe- und Industrieflächen entstanden. Die größten Flächen entstanden 1998 und liegen im Ortsteil Enste (Gewerbe- und Industriegebiet Enste-Süd/Gewerbegebiet Enste-Nord) mit Direktanbindung an die Bundesautobahn 46.
Das zweite, ältere Gewerbegebiet Im schwarzen Bruch liegt innenstadtnäher und bildet eine Parallelstraße zur B 55 / Warsteiner Straße. Hier befinden sich neben produzierenden Betrieben u. a. auch etliche Supermärkte/Discounter.
In der Nähe der Ortsteile findet man ebenfalls Gewerbeflächen, beispielsweise in Calle-Wallen (Gewerbegebiet Vosswinkel) im Südwesten, Freienohl (Gewerbegebiet Im Langel) im Westen, Remblinghausen (Gewerbegebiet Zum Osterfeld) im Süden und Wennemen (Gewerbegebiet Südstraße) im Südwesten des Stadtgebietes.
Meschede ist Sitz der Sparkasse Mitten im Sauerland. Im Stadtgebiet finden sich Filialen der Commerzbank, Postbank und der Volksbank Sauerland.
Größte Arbeitgeber in Meschede sind die Martinrea Honsel Germany GmbH (Leichtmetallprodukte), die Brauerei Veltins und die Deutsche Telekom. Darüber hinaus gibt es zahlreiche mittelständische Betriebe. Traditionell stark vertreten sind das metallverarbeitende Gewerbe und der Karosseriebau.

### Verkehr

#### Straßenverkehr

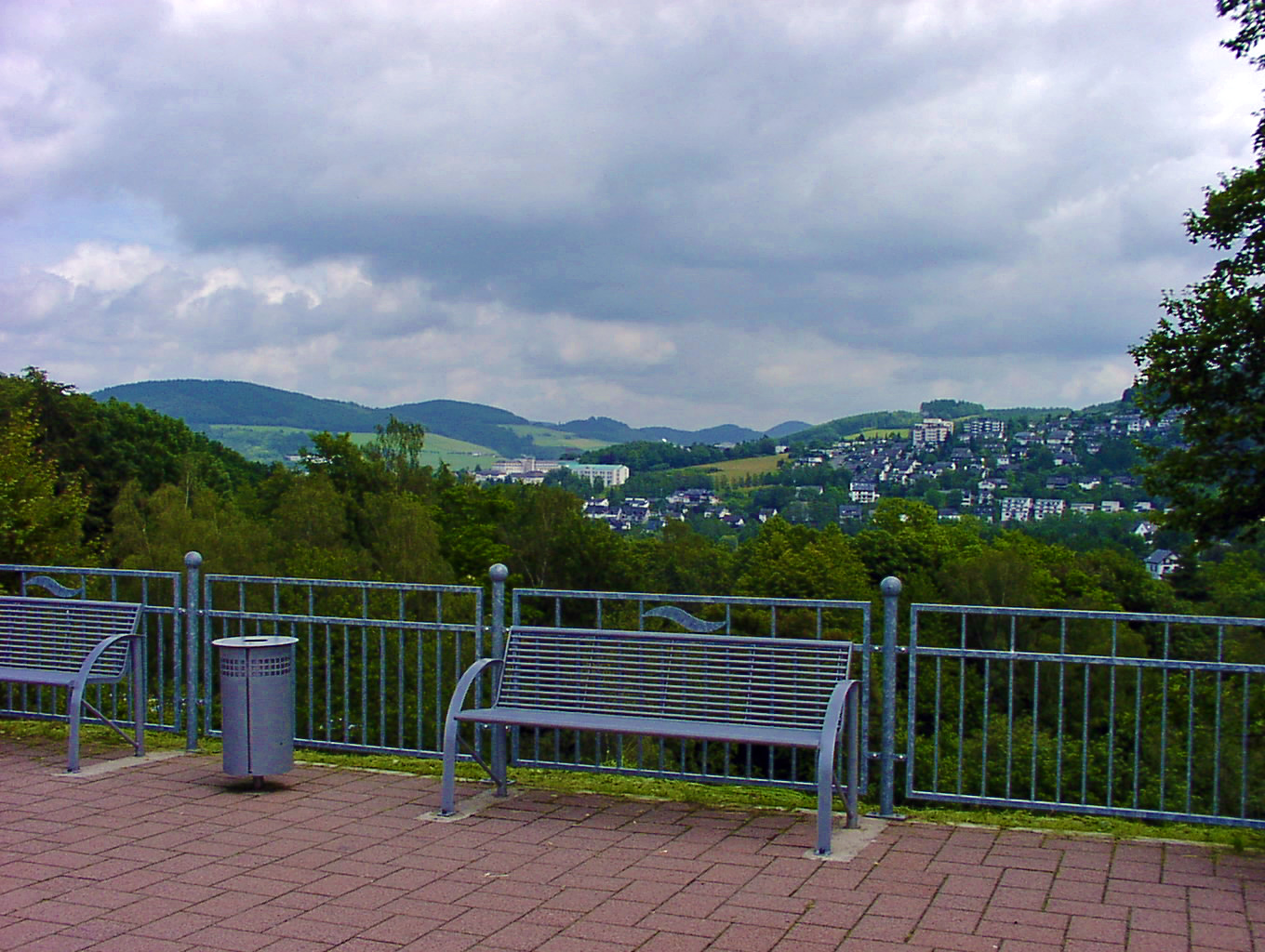
Blick vom Staudamm der Hennetalsperre auf Meschede

Unmittelbar im Stadtgebiet verlaufen die B 55 und die A 46. Bis zum Weiterbau der A 46 verlief auch die Bundesstraße 7 durch Meschede (heute Landesstraße L 743).
Nach der abgeschlossenen Sanierung der Innenstadt und der damit verbundenen Verlegung des Straßenverkehrs entschärfte sich das als überregional bekannte „Nadelöhr“ Meschede deutlich. Der innerstädtische Erschließungsring wurde Ende der 1990er Jahre fertiggestellt. Zur besseren Verbindung der nördlichen Stadtteile mit dem Stadtzentrum wird seit Jahren über eine weitere Querung der Bahntrasse diskutiert.
Die Einbindung der Stadt Meschede in das überregionale Straßennetz erfolgt vornehmlich über die in Ost-West-Richtung verlaufende BAB 46, die im Stadtgebiet über folgende Anschlussstellen verfügt: Freienohl, Wennemen, Enste und Meschede. Sie stellt im Nordwesten eine Verbindung zur BAB 44 Dortmund-Kassel her und soll nach Osten in Richtung Brilon als B 480 zum Autobahnkreuz Wünnenberg-Haaren der BAB 44/A 33 weitergebaut werden.
In Nord-Süd-Richtung verläuft die B 55 als wichtige überregionale Straßenachse durch das Stadtgebiet. Sie ermöglicht im Norden u. a. über die Anbindung an die BAB 44 und BAB 2 die Verbindung nach Lippstadt, Paderborn und dem ostwestfälischen Raum und führt im Süden über Olpe und die Anbindung an BAB 45 und BAB 4 nach Köln und Bonn.

#### Öffentliche Verkehrsmittel
Im Stadtgebiet von Meschede befanden sich fünf Bahnstationen: Meschede, Freienohl und Eversberg (im Stadtteil Wehrstapel gelegen) an der Oberen Ruhrtalbahn sowie Berge (Kr Meschede) und Wennemen an der ehemaligen Strecke aus Finnentrop, die in Wennemen spitz von der Ruhrtalbahn abzweigte. Heute werden nur noch Meschede und Freienohl im Personennahverkehr bedient. An beiden verkehrt der Dortmund-Sauerland-Express RE 57 von Dortmund nach Winterberg oder Brilon Stadt sowie der Sauerland-Express RE 17 zwischen Hagen und Warburg bzw. Kassel.
| Linie | Verlauf | Takt |
| ----- | --- | --- |
| RE 17 | Sauerland-Express: Hagen Hbf – Schwerte (Ruhr) – Fröndenberg – Wickede (Ruhr) – Neheim-Hüsten – Arnsberg – Oeventrop – Freienohl – Meschede – Bestwig – Olsberg – Brilon Wald Linienast 1: – Brilon Stadt Linienast 2: – Hoppecke – Messinghausen – Beringhausen – Bredelar – Marsberg – Westheim (Westf) – Scherfede – Warburg (Westf) Linienast 3: – Willingen Stand: Fahrplanwechsel Dezember 2024 | 60 min Hagen – Brilon Stadt morgens Hagen – Warburg Clubsaison Hagen – Willingen                                              |
| RE 57 | Dortmund-Sauerland-Express: Dortmund Hbf – (Dortmund Signal-Iduna Park)* – Dortmund-Hörde – (Dortmund Aplerbeck Süd – Schwerte)* – Fröndenberg – Wickede (Ruhr) – Neheim-Hüsten – Arnsberg (Westf) – Oeventrop – Freienohl – Meschede – Bestwig Linienast 1: – Olsberg – Brilon Wald – Hoppecke – Messinghausen – Beringhausen – Bredelar – Marsberg – Westheim (Westf) – Scherfede – Warburg (Westf) Linienast 2: – Bigge – Siedlinghausen – Silbach – Winterberg (Westf) Linienast 3: – Olsberg – Brilon Wald – Brilon Stadt * Halt abends Stand: Fahrplanwechsel Dezember 2024 | 60 min (Dortmund–Bestwig) 60 min (Bestwig – Warburg) 120 min (Bestwig–Winterberg) Einzelzüge morgens, abends (Bestwig–Brilon) |

Von Mitte 2015 bis Ende 2017 wurde der Bahnhof Meschede modernisiert und barrierefrei umgebaut. Die Kosten betrugen etwa 4,8 Millionen Euro, die von Bund, DB und Land getragen wurden. Der Bahnhof Wennemen wird nur zur Holzverladung genutzt, Eversberg und Berge sind stillgelegt.
Das Gebiet der Kernstadt wird von einem Stadtbus-System erschlossen, zudem fahren Busse in die Ortsteile sowie nach Warstein und Lennestadt-Grevenbrück. Ein Nachtbus fährt im Auftrag der Stadt vom Busunternehmen Westfalenbus. Ein Bürgerbus wird im Auftrag vom Regionalverkehr Ruhr-Lippe eingesetzt.

#### Flugverkehr

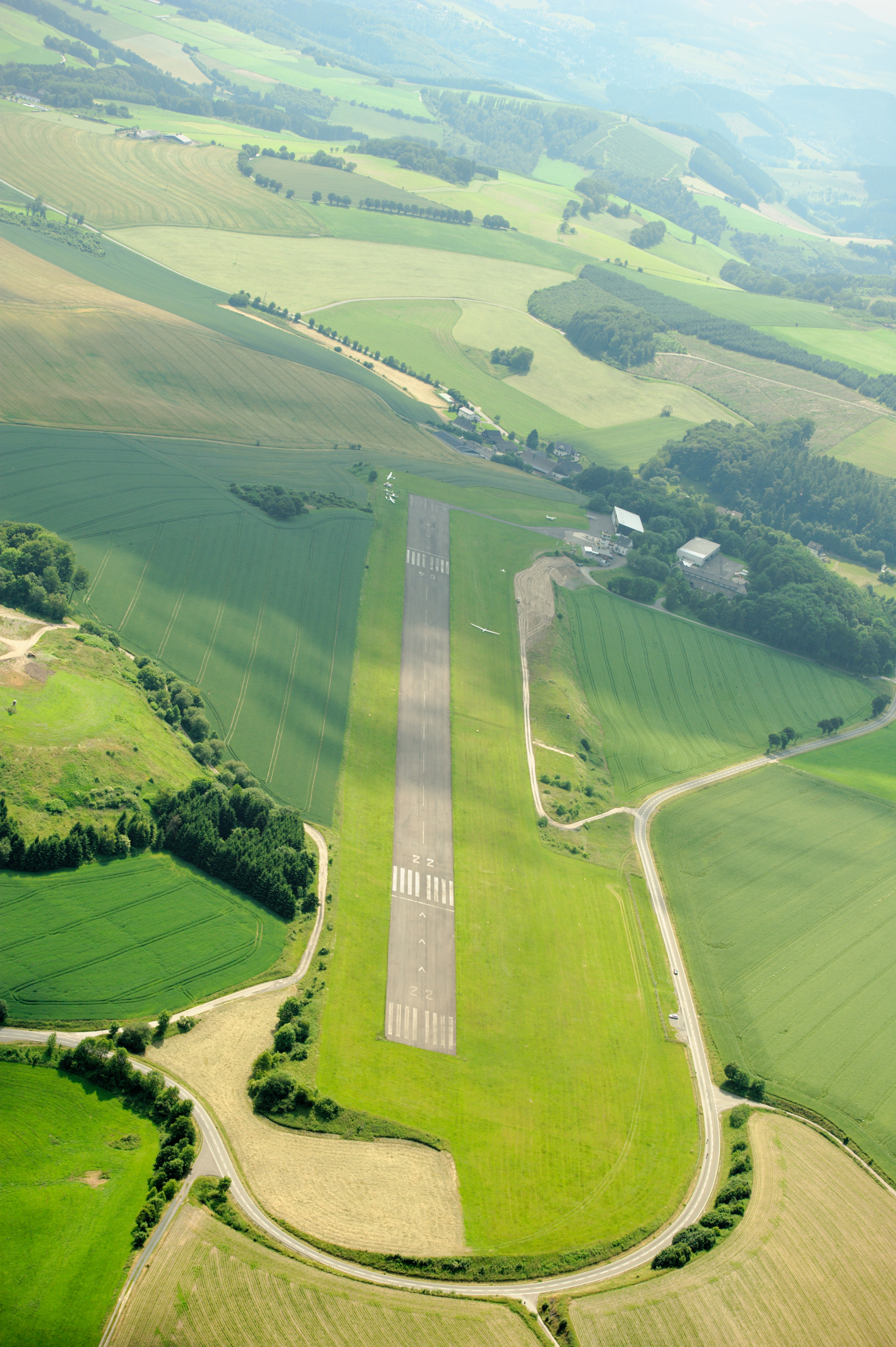
Flugplatz Meschede-Schüren

Im Ortsteil Schüren befindet sich der Flugplatz Meschede-Schüren, ein Verkehrslandeplatz. Die nächsten großen Verkehrsflughäfen sind der Flughafen Paderborn/Lippstadt sowie der Flughafen Dortmund, die in derselben Fahrzeit über die Bundesautobahn 44 erreichbar sind.

### Medien
Im Norden von Meschede nahe der Quelle des Flusses Glassmecke befindet sich der Fernmeldeturm Meschede, über den Rundfunk auf Ultrakurzwelle ausgestrahlt wird.
Meschede ist Sitz des Lokalsenders Radio Sauerland. Daneben betreibt die Fachhochschule Südwestfalen seit 2006 den campuseigenen Radiosender radioFH!!.
Printmedien: Es gibt Redaktionen der Tageszeitung Westfalenpost (Funke Mediengruppe), des wöchentlichen Anzeigenblattes Sauerlandkurier sowie des vierteljährlich erscheinenden, regionalen WOLL-Magazins aus dem Hause AXO.media.

### Öffentliche Einrichtungen
Meschede ist als Kreisstadt des Hochsauerlandkreises Sitz der Kreisverwaltung. Ebenfalls in der Stadt beheimatet ist die Finanzverwaltung NRW mit dem Finanzamt Meschede, eine Geschäftsstelle der Agentur für Arbeit, die Kreishandwerkerschaft sowie die Regionalniederlassung Sauerland-Hochstift des Landesbetrieb Straßenbau NRW. Das St.-Walburga-Krankenhaus in Meschede ist Teil des Klinikums Hochsauerland.
Ferner ist die Stadt Sitz des für Bestwig, Eslohe und Meschede zuständigen Amtsgerichts Meschede.

### Bildung

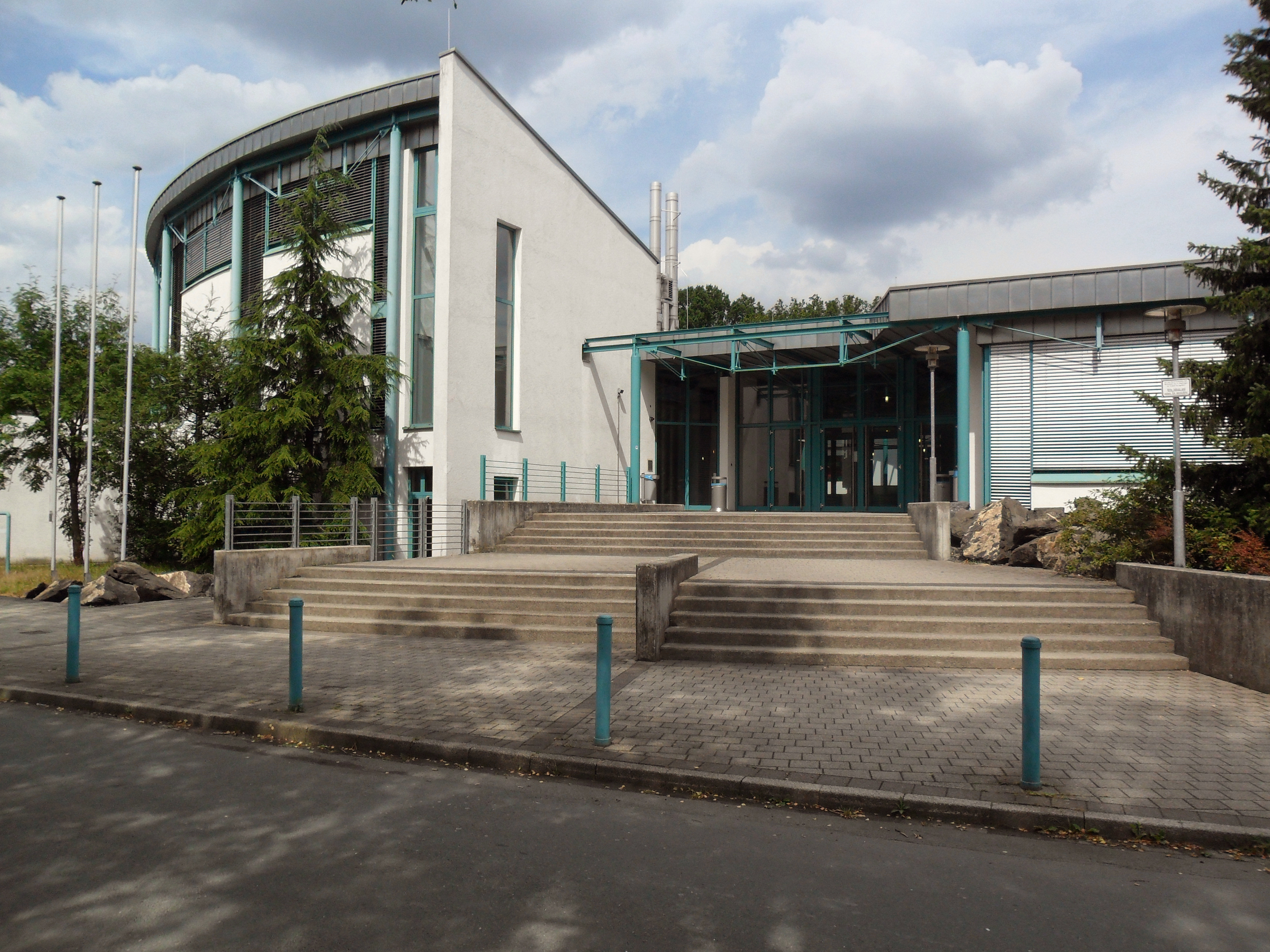
Fachhochschule Südwestfalen, Campus Meschede

Einer von fünf Standorten der Fachhochschule Südwestfalen befindet sich in Meschede. Hier wurden im Wintersemester 2017/18 rund 2000 Präsenzstudierende in Maschinenbau, Elektrotechnik, Wirtschaftsingenieurwesen, Betriebswirtschaftslehre und dem internationalen Studiengang International Management with Engineering ausgebildet.
In Meschede befindet sich die Fachschule für Agrarwirtschaft der Landwirtschaftskammer Nordrhein-Westfalen.
Außerdem gibt es in Meschede zwei Gymnasien (das Gymnasium der Stadt Meschede im August-Macke-Schulzentrum und das Gymnasium der Benediktiner), zwei Realschulen, drei Hauptschulen, elf Grundschulen und eine Förderschule. Für das Schuljahr 2023/2024 ist das Gymnasium der Stadt Meschede als Bündelungsgymnasium ausgewiesen.
Für außerschulische Bildung bietet unter anderem die Volkshochschule Kurse an.

## Persönlichkeiten
In der Stadt Meschede oder ihren Vorgängerstädten und Gemeinden wurden so unterschiedliche Persönlichkeiten wie die Künstler August Macke, Friedel Deventer, Ansgar Nierhoff, der Industriepionier Fritz Honsel, Sportler wie die beiden Ruder-Olympioniken Matthias Ungemach und Alexandra Föster, Unternehmerinnen wie Rosemarie und Susanne Veltins, Politiker wie Adolf von Pilgrim, Monika Brunert-Jetter, Dagmar Schmidt, Bernd Schulte, Clemens August von Westphalen zu Fürstenberg oder Theologen wie August Pieper geboren oder wirkten und lebten im Stadtgebiet.